# Pistoia
Pistoia (pronuncia: [pisˈtoːja], ) è un comune italiano di 88 904 abitanti, capoluogo dell'omonima provincia in Toscana nell'Italia centrale.
Nonostante sia sempre stata conosciuta più per le sue attività imprenditoriali, come il vivaismo e la cantieristica, Pistoia è una suggestiva città d'arte sorta in epoca romana, con un centro storico di matrice medioevale perfettamente conservato, che ha acquisito una notevole importanza a livello nazionale ed internazionale a seguito della nomina come Capitale italiana della cultura nel 2017.
Pistoia vanta innumerevoli citazioni in opere artistiche e letterarie, come nella Divina Commedia di Dante Alighieri e nelle Laudi di Gabriele D'Annunzio.
La posizione geografica e il clima temperato hanno permesso alla città, a partire dalla seconda metà del XVIII secolo, di diventare uno dei più noti distretti vivaistici ornamentali europei.

## Geografia fisica

### Territorio

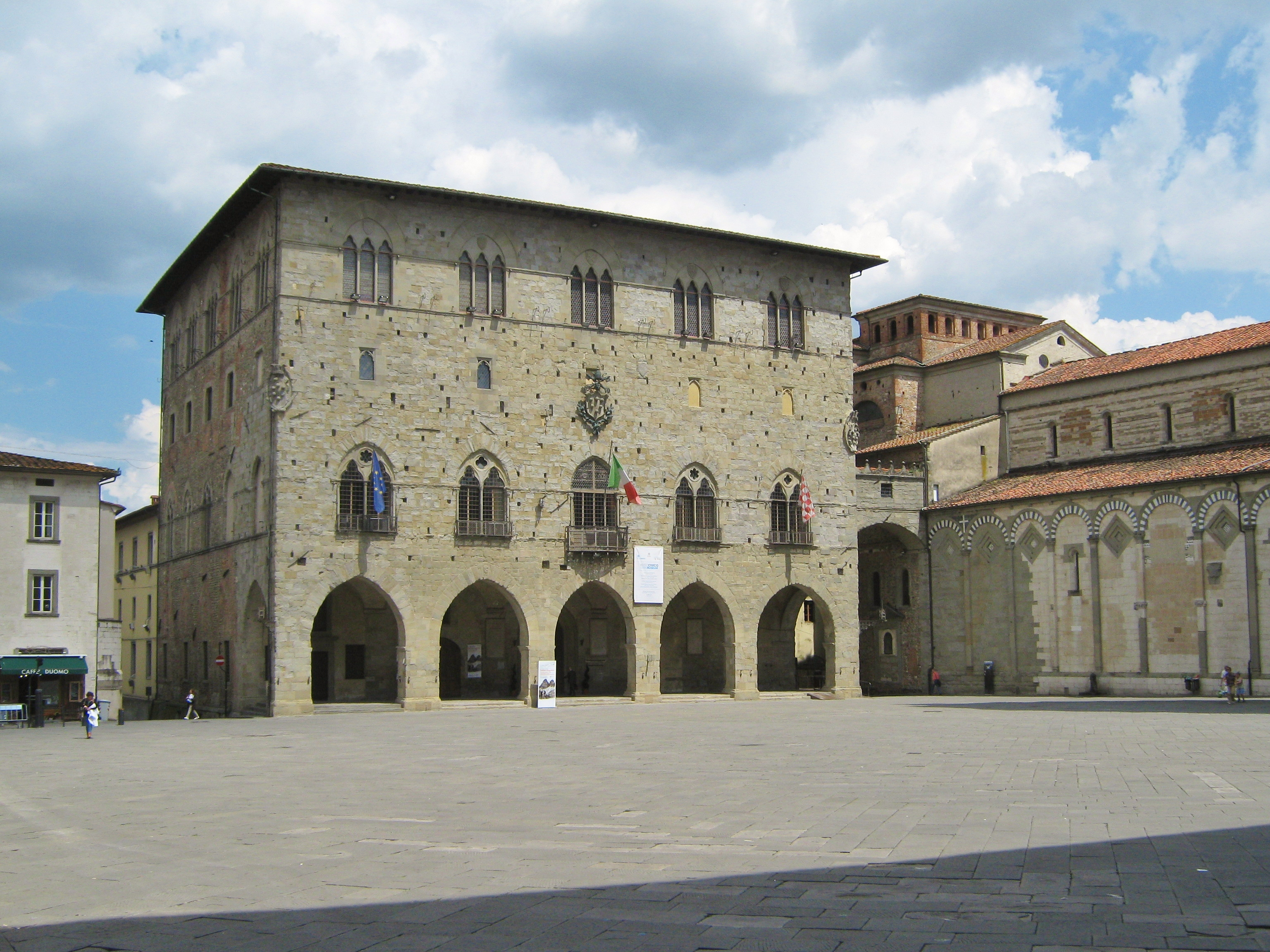
La facciata del Palazzo di Giano

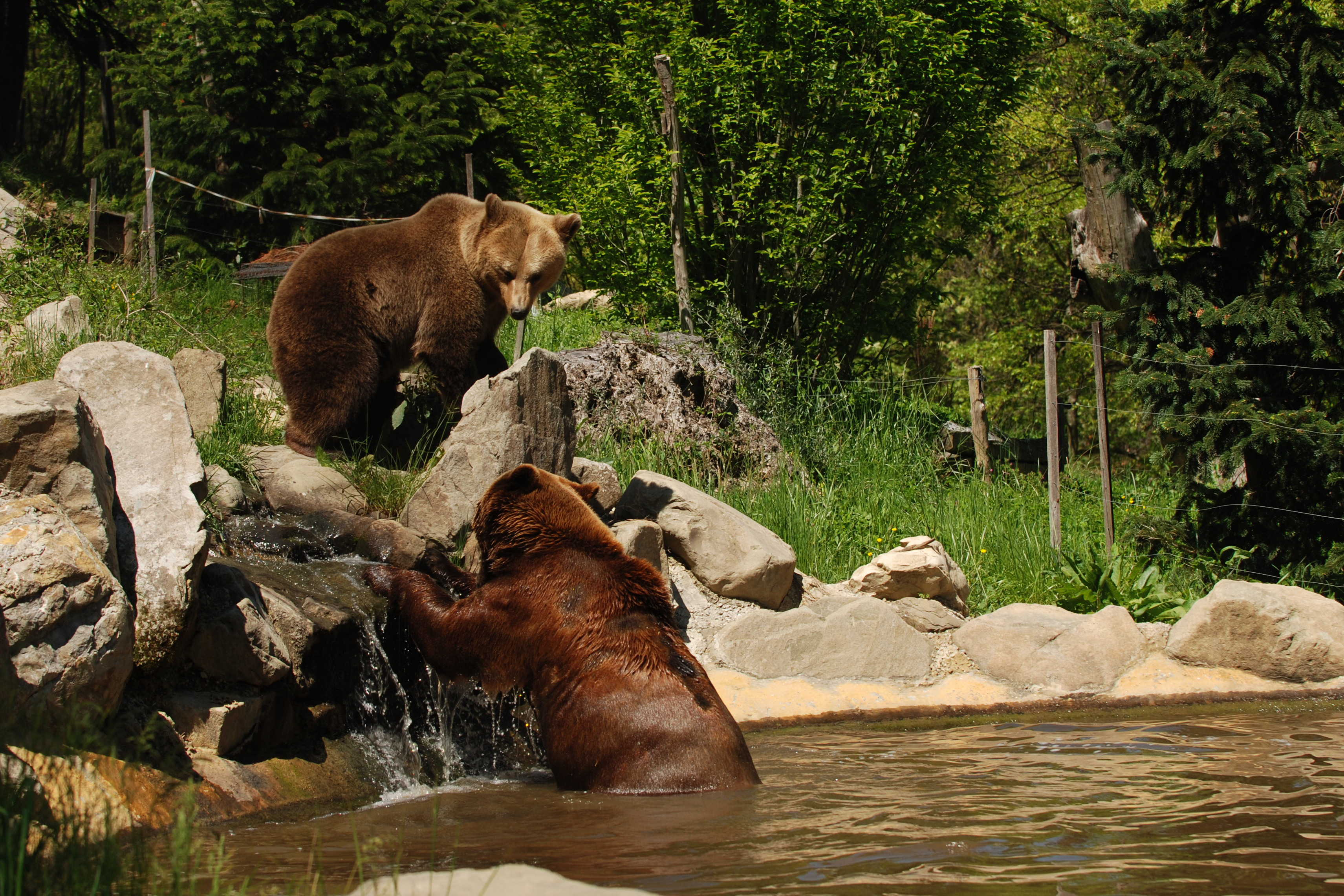
Gli orsi bruni nel Giardino zoologico di Pistoia

La città si sviluppa all'estremità nord-occidentale della piana di Firenze-Prato-Pistoia. Il territorio comunale è attraversato da diversi corsi d'acqua, nessuno però di grandi dimensioni e tutti caratterizzati da un regime spiccatamente torrentizio. Il principale è l'Ombrone Pistoiese che lambisce la città ad ovest. Giunto nelle vicinanze del quartiere di San Biagio, l'Ombrone Pistoiese ha acque limpide e pulite, in grado di ospitare anche specie ittiche pregiate quali la trota fario, il vairone e lo scazzone. Tuttavia la sua portata (a volte anche eccezionale nei mesi freddi) subisce drastiche diminuzioni d'estate, a causa soprattutto di prelievi indiscriminati per fini agricoli, e il torrente può rimanere in secca anche per diversi mesi, con gravi danni alla fauna ittica. Altro corso d'acqua importante è il torrente Brana, che cinge le mura della città a nord-est. Anche questo torrente giunge alle porte della città con discreta portata e acque qualitativamente abbastanza buone. Ma nella zona industriale di Sant'Agostino la Brana risente notevolmente di inquinamenti di varia natura, leggermente mitigati da un impianto di depurazione nei pressi della località Armacani. Il torrente Bure nasce dal poggio dell'Acquifredola e si divide in due rami, che percorrono le valli di Santo Moro e di Baggio e si riuniscono in prossimità di Candeglia; prosegue a nord di Pistoia per gettarsi nel torrente Agna. Altri corsi d'acqua minori sono: il rio Diecine, affluente del Brana presso la zona dei cimiteri cittadini; il Vincio di Montagnana, che si getta nell'Ombrone Pistoiese in località Pontelungo; il Vincio di Brandeglio, che affluisce anch'esso nel principale corso d'acqua pistoiese presso la frazione di Gello. Anche questi torrenti risentono di prelievi idrici da parte di aziende vivaistiche, quindi la parte finale del loro corso è pressoché priva di vita.
L'area del territorio comunale è a rischio sismico, tanto che Pistoia è stata l'epicentro di alcuni eventi sismici anche di forte intensità. Nel 1196 un terremoto raggiunse la magnitudo 4,83 della scala Richter e il VI grado della scala Mercalli; l'11 luglio 1293 si verificò il più forte evento sismico: magnitudo 5,57 della scala Richter e l'VIII grado della Mercalli; il 4 ottobre 1527 un terremoto ebbe magnitudo 5,37 della scala Richter ed il VI-VIII grado della Mercalli in base alle zone; il 12 agosto 1815 un altro sisma raggiunse la magnitudo di 4,83 della scala Richter ed il VI grado della Mercalli.
- Classificazione sismica: zona 2 (sismicità medio-alta), ordinanza PCM 3274 del 20/03/2003

### Clima
Il clima della città è influenzato sia dalla posizione all'estremità nord-occidentale della conca, che dalle vicine alture dell'Appennino e della Montagna pistoiese.
Le escursioni termiche risultano piuttosto elevate mentre, rispetto alla vicina città di Prato, Pistoia si caratterizza per una minore ventilazione e per una maggiore piovosità (più di 1250 mm annui secondo i dati del consorzio Lamma). Pistoia è infatti una delle città più fredde della Toscana durante la stagione invernale (per quanto riguarda la pianura), mentre in estate è caratterizzata da maggiore ventilazione e nottate meno afose. Le termiche di gennaio si attestano sui 6 °C (le minime sono vicine a 0 °C) e spesso la notte si scende sotto lo zero; anche se le ore centrali del giorno sono spesso miti, la sensazione di freddo è acuita dall'alto tasso di umidità; può cadere la neve, anche se poca e con una breve permanenza al suolo. In luglio e agosto il caldo è accentuato dall'elevato tasso di umidità e le scarse precipitazioni sono esclusivamente in forma di temporali.
L'inverno è generalmente relativamente secco e freddo, con minima assoluta di −13,0 °C registrata l'11 gennaio 1985, mentre l'estate risulta piuttosto calda nelle ore diurne, con massima assoluta di +42,4 °C il 20 agosto 1943 (un improbabile valore di +43,4 °C, dovuto ad un possibile errore di trascrizione o ad un'errata misurazione, è stato registrato il 22 luglio 1982).
- Classificazione climatica: zona D, 1885 GG
- Diffusività atmosferica: bassa, Ibimet CNR 2002

## Storia
(Gabriele D'Annunzio, Le città del silenzio: Pistoia)

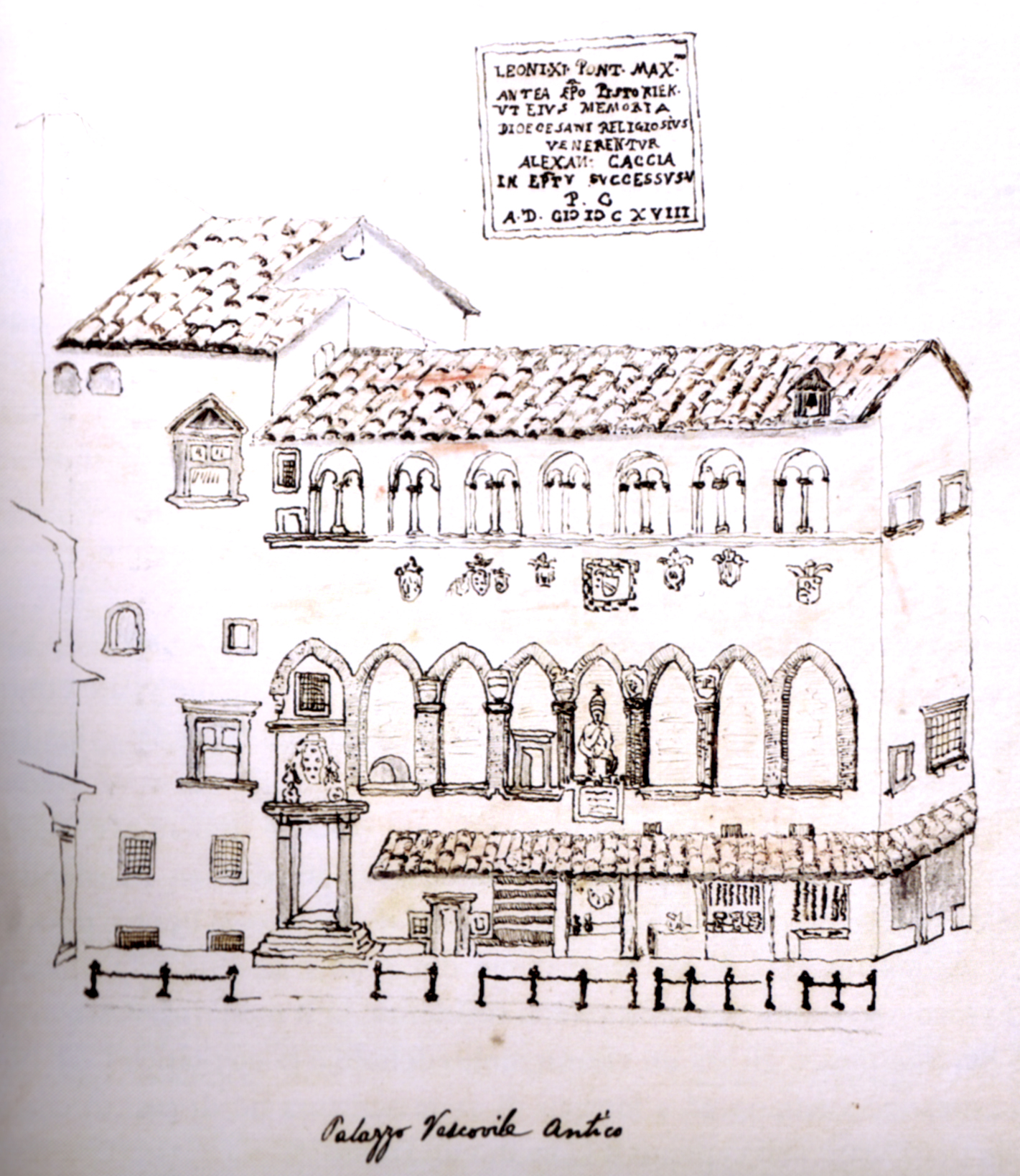
Il Palazzo dei vescovi nel 1625

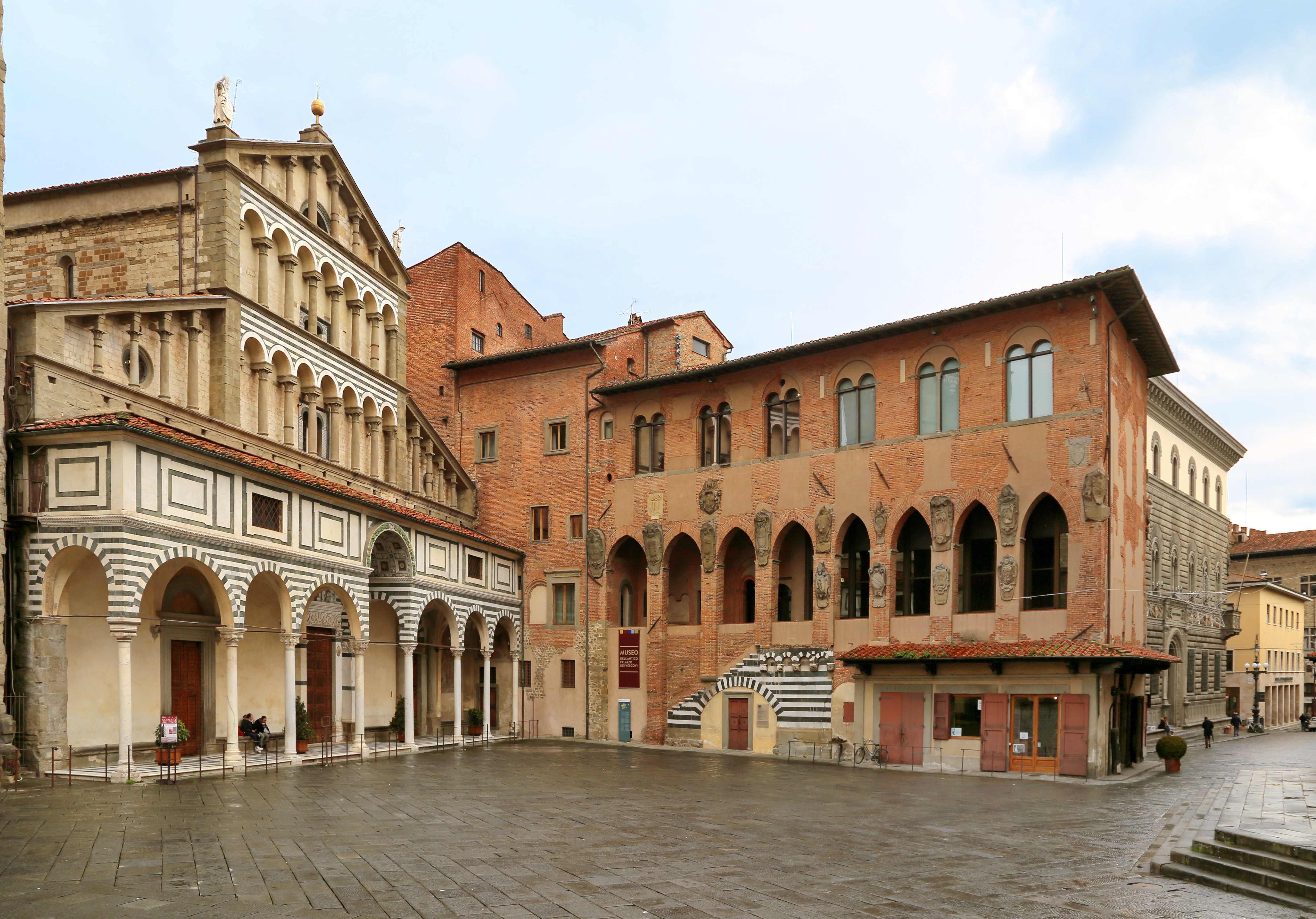
Pistoia - Piazza Duomo

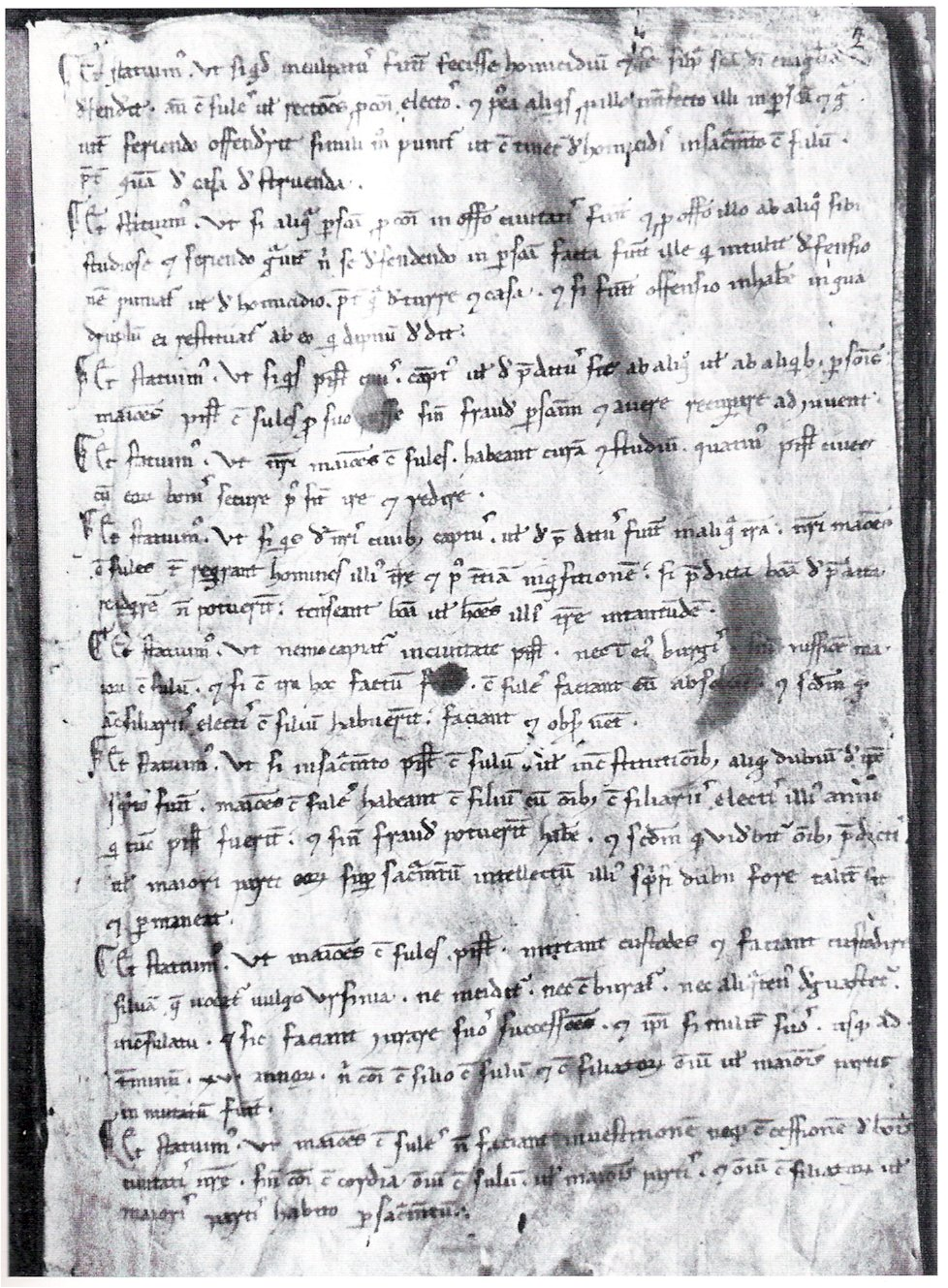
Statuto dei consoli del Comune di Pistoia C.90, carta 2 recto dall'Archivio capitolare di Pistoia

Fondata in epoca romana, come Pistoria, Pistoriae, Pistorium, su un'area dove esistevano precedenti insediamenti etruschi e, nelle zone più montane, liguri, divenne nel II secolo a.C. un oppidum di Roma per appoggiare le truppe romane in lotta contro i Liguri stanziati nelle aree appenniniche. La città è menzionata anche da Sallustio, che riporta la battaglia del 62 a.C. in cui perse la vita Catilina.
Pistoia divenne nel V secolo importante sede vescovile e fu conquistata dai Goti, Bizantini, Longobardi e Franchi. Al passaggio del potente esercito composto di tribù germaniche guidate dall'ostrogoto Radagaiso venne in parte distrutta. Un paio di secoli più tardi, sotto la dominazione longobarda, Pistoia fu elevata al rango di città e grazie alla sua posizione geografica, conobbe un significativo sviluppo demografico ed economico che continuò anche intorno all'anno 1000, quando la città passò sotto l'orbita degli imperatori tedeschi.
Pistoia divenne così libero comune nel 1105, e nel 1117 fu approvato lo statuto dei consoli del Comune di Pistoia (Constitutum, consulum, Communis Pistoriae), la più antica raccolta scritta di leggi, regolamenti e consuetudini dell'età comunale, a noi pervenuta. Importante centro medievale ghibellino sostenitore del Sacro Romano Impero, Pistoia fu a lungo alleata di Pisa e di Siena. La posizione geografica, nel crocevia di grandi direttrici commerciali, alimenta la vocazione commerciale della città, e a partire dal XII secolo, emerge un ceto mercantile molto attivo. Le famiglie pistoiesi più importanti di mercanti-banchieri sono gli Ammannati e i Panciatichi, attivi in Francia, i Cancellieri, i Chiarenti, i Dondori, i Partini, i Reali, i Simiglianti, i Vesconti. Questo è considerato il periodo di maggior splendore di Pistoia. Tuttavia, dopo un assedio di undici mesi, l'11 aprile 1306, Pistoia si arrese ai nemici di sempre, i fiorentini e i lucchesi, perdendo così la sua autonomia.
(Istorie Pistolesi ovvero delle cose avvenute in Toscana dal MCCC al MCCCXLVII - Anonimo Pistoiese)
I numerosi tentativi di ribellione dei pistoiesi furono, di volta in volta, soffocati nel sangue. Con la perdita dell'autonomia, e il controllo dei fiorentini che dominavano la vita pubblica di Pistoia con uomini di fiducia, nel XIV secolo iniziò una crisi sociale ed economica inarrestabile, acuita dalle lotte interne tra guelfi bianchi e neri, che, secondo lo storico Giovanni Villani ebbero inizio proprio a Pistoia, per poi propagarsi a Firenze e nel resto della Toscana.
Con la nascita del Granducato di Toscana, sotto la signoria medicea, ci fu un deciso cambio di tendenza e si aprì una grande stagione di rinnovamento e di riqualificazione del tessuto urbano. Pistoia ritornò così un importante nodo politico e culturale, con la nascita di circoli o accademie: la più importante fu l'Accademia dei Risvegliati fondata da monsignor Felice Cancellieri e dal nobile Federigo Manni dove si recitavano poemi, poesie e prose e si faceva musica. Le riunioni avvenivano per lo più nei salotti delle case nobiliari ed erano a loro esclusivo uso e divertimento. Alla fine del XVII secolo fu costruito un teatro dove ebbe sede l'accademia sino alla sua estinzione avvenuta nel secolo scorso. Ne fecero parte numerosi esponenti della nobiltà locale tra cui Felice Cancellieri, Roberto Rospigliosi, Vincenzo Manni, Annibale Bracciolini, Domenico Manni, Pietro Banchieri e altri.
Con l'arrivo dei Lorena, che furono artefici di importanti riforme, Pistoia, come tutta la Toscana, conobbe, a partire dalla seconda metà del Settecento, un significativo risveglio sociale, culturale ed economico. Nell'Ottocento la realizzazione delle linee ferroviarie favorirono lo sviluppo industriale della città. Nel 1861 Pistoia, come il resto della Toscana, venne annessa al Regno d'Italia. Nel 1927 Pistoia divenne provincia e sede di prefettura.
Il comune di Pistoia è tra le Città decorate al valor militare per la guerra di liberazione perché è stato insignito della Medaglia d'Argento al Valor Militare per i sacrifici delle sue popolazioni e per la sua attività nella lotta partigiana durante la seconda guerra mondiale.

### San Jacopo, il patrono
Le origini della venerazione che i pistoiesi hanno per l'apostolo San Jacopo sono remote. Lo storiografo pistoiese Michelangelo Salvi narra che nell'anno 849, temendo i pistoiesi che la loro città venisse invasa dai Saraceni, che erano giunti alle porte di Roma, chiese all'apostolo San Jacopo la sua protezione, ricordando come in simili circostanze, anche il re Ramiro I delle Asturie fosse ricorso all'aiuto del Santo.
Pistoia non venne invasa e, in segno di gratitudine per la grazia ricevuta, i pistoiesi elessero San Jacopo a loro patrono e gli edificarono una chiesetta entro il primo cerchio di mura; esse fu costruita nelle vicinanze di un fortilizio della città e fu chiamata San Jacopo in Castellare.
Nei secoli successivi il vescovo Atto, che era succeduto al vescovo Ildebrando dei conti Guidi nel governo della diocesi, chiese al vescovo di Compostela una piccola parte della reliquia del corpo del santo. Ranieri, che si trovava come canonico della cattedrale di Santiago, accordò la reliquia (un frammento di osso del cranio del santo) e venne recata con grandi onoranze a Pistoia e deposta in una cappella appositamente costruita nel 1145.
Fu così che la cappella con apposito altare, dedicato a San Jacopo, diventò subito meta di pellegrinaggi inaspettati. Per tanti devoti, con in programma un pellegrinaggio a Compostela, Pistoia si fece spesso capolinea di partenza. Presso la cappella, infatti, si veniva a chiedere protezione per il lungo viaggio. Al ritorno poi si faceva traguardo d'arrivo, con sosta di doveroso ringraziamento per il buon esito dell'impresa.
Fra il 1170 e il 1180 gli statuti comunali ricordano una “festa di San Jacopo”.
Fin da allora, tuttavia, il culto per l'apostolo risultava sotto la tutela non più del vescovo, ma del comune di Pistoia.
Nel corso del Duecento quest'ultimo adottò San Jacopo come proprio protettore e patrono della città, apponendo la sua immagine sui propri sigilli.
Il periodo delle solenni celebrazioni religiose iniziava il giorno antecedente quello della festa con un'imponente processione di tutta la comunità; raggiungeva il suo culmine per il 25 luglio, e poi continuava per i successivi otto giorni (“Ottava di San Jacopo”).
In questo periodo si teneva una grande fiera annuale o “mercato”, che garantiva immunità a chi vi partecipasse, eccetto i criminali ed i banditi. La giornata festiva, caratterizzata durante la mattina da una serie di cerimonie liturgiche molto suggestive in onore del santo patrono, si concludeva nel tardo pomeriggio con una manifestazione concepita come omaggio a San Jacopo: la corsa del “Palio”. Essa prendeva nome dalla lunga pezza di stoffa pregiata (pallio) che ne costituiva il premio. Alla “corsa del Palio” partecipavano cavalli purosangue di razza berbera montati da fantini che spingevano gli animali al galoppo sfrenato lungo un percorso variato durante il tempo. Si trattava perciò di una gara di velocità in lungo, che evidenziava soprattutto le qualità dei cavalli.
Tra la fine del Settecento e durante l'Ottocento occasionalmente andò ad aggiungersi alla corse del Palio una serie di corse in tondo, lungo il circuito di una piazza, generalmente piazza San Francesco.

### Simboli
Lo stemma e il gonfalone sono stati riconosciuti con DCG del 20 maggio 1943.
Stemma
Gonfalone

Stemma (dettagli)
Bandiera
Variante della bandiera con proporzioni 1:1

### Onorificenze
Pistoia è tra le città decorate al valor militare per la guerra di liberazione, insignita della medaglia d'argento al valor militare per i sacrifici delle sue popolazioni e per l'attività nella lotta partigiana durante la seconda guerra mondiale:

## Monumenti e luoghi d'interesse

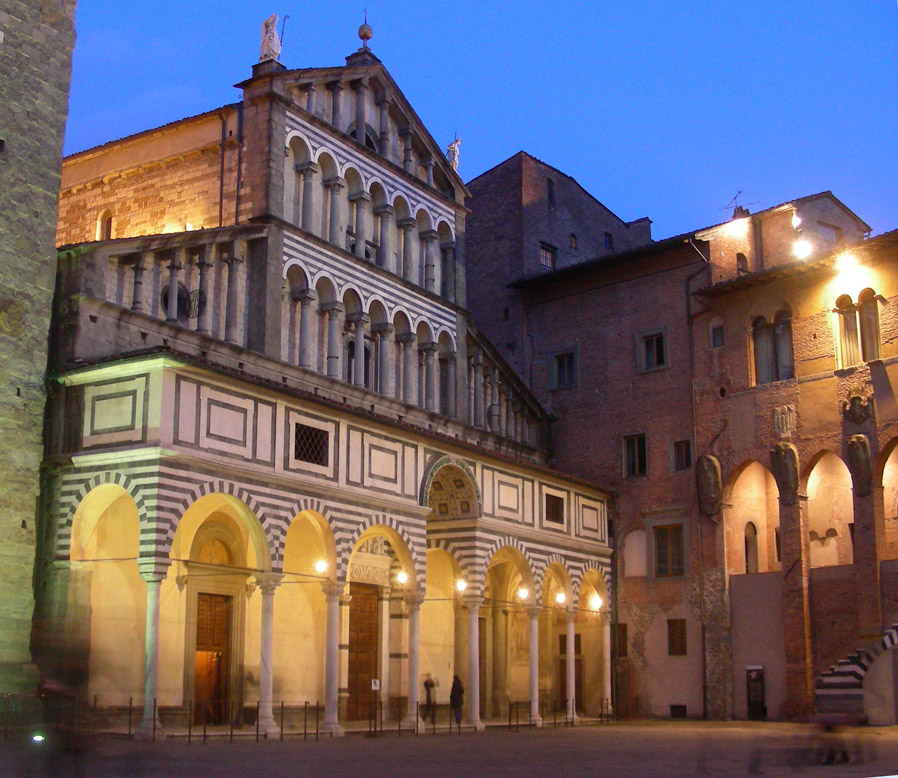
La Cattedrale di San Zeno

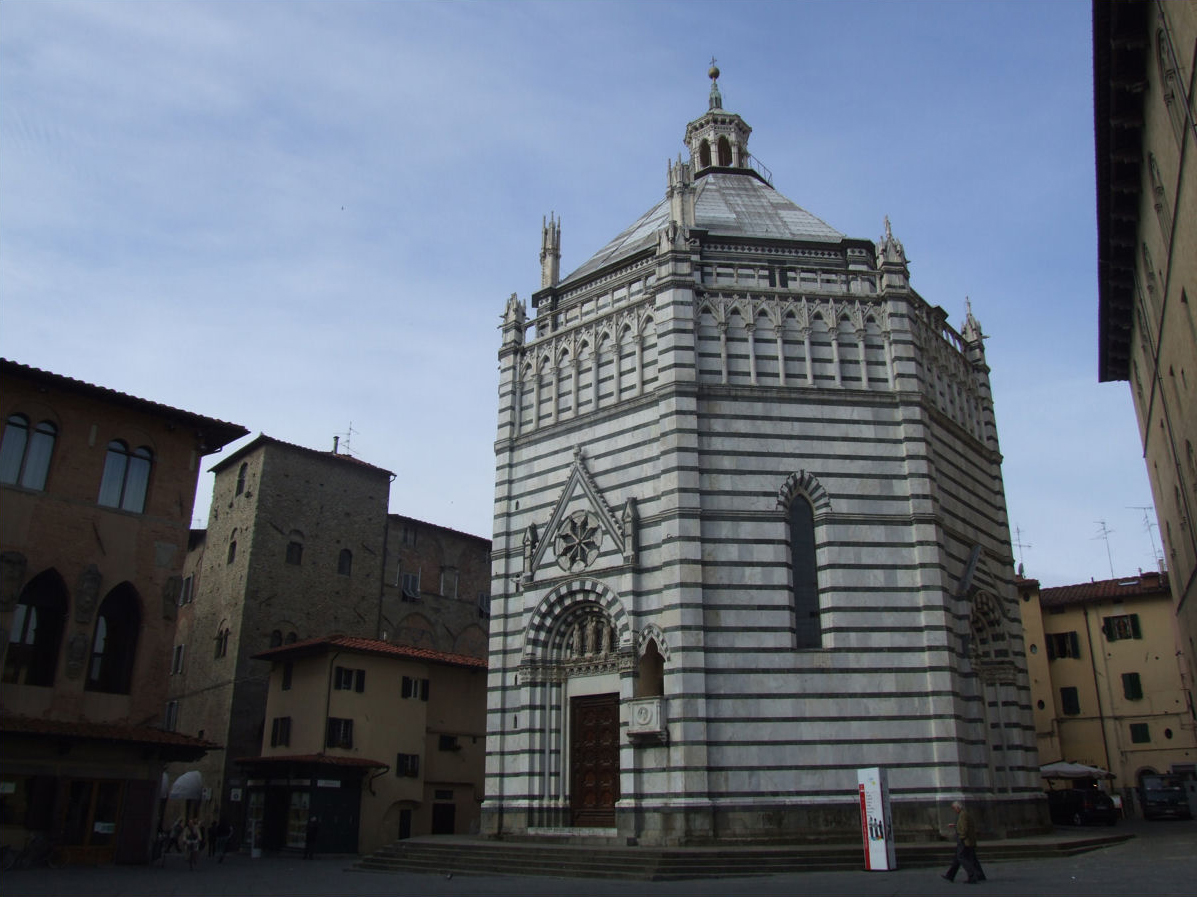
Battistero di San Giovanni in corte

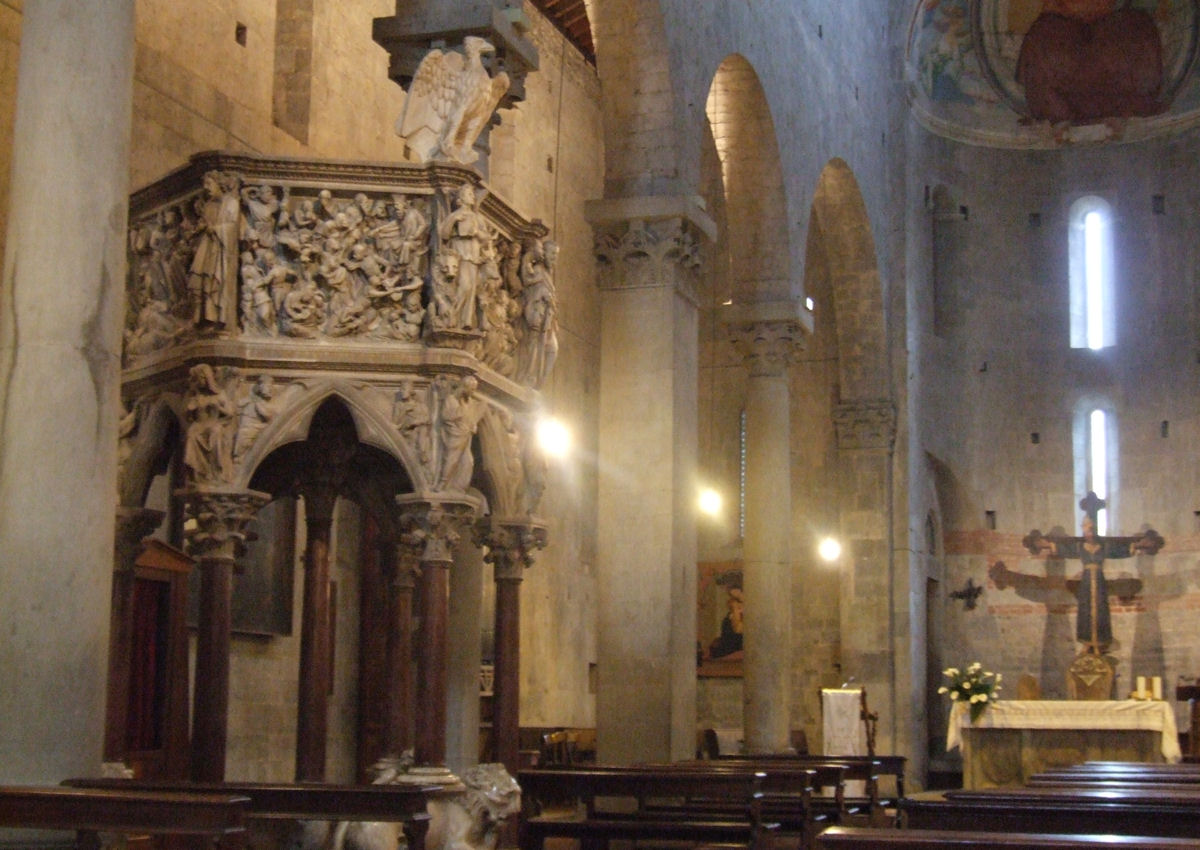
Pieve di Sant'Andrea, con il pulpito di Giovanni Pisano

Pistoia è molto ricca di pregevoli monumenti romanici e rinascimentali (in particolare chiese). Un importante punto di riferimento storico è costituito dalla suggestiva piazza del Duomo, centro geometrico della città, monumentale fulcro del potere civile ed ecclesiastico. Su di essa si affacciano svariati edifici di rilievo:
- La cattedrale di San Zeno, intitolata a san Zeno vescovo, che custodisce al suo interno l'altare argenteo di san Jacopo. Costruita nell'alto medioevo, fu distrutta da due incendi e ricostruita nel XIII secolo. Continuò a subire successivi rimaneggiamenti fino all'epoca moderna. Il suo aspetto interno a tre navate, originario del XIV secolo, è abbellito da affreschi seicenteschi e numerosi quadri. Sotto al presbiterio si trovano i resti visitabili di una villa romana di età imperiale e della chiesa originaria. L'altare di san Jacopo, realizzato tra il 1287 ed il 1456 a cui lavorò anche Filippo Brunelleschi, è considerato un capolavoro dell'oreficeria sacra.
- Il campanile del Duomo, costruito su di un'antica torre di origine longobarda in stile romanico. È diviso in tre ordini di loggette e provvisto di cella campanaria con tanto di cuspide, la quale è stata oggetto di diversi rifacimenti a causa dei terremoti che flagellarono la città in epoca tardo-medievale. Fu costruito nel XII secolo, ma l'aspetto attuale del campanile, che raggiunge un'altezza totale di 67 metri, risale al 1576.
- Il battistero di San Giovanni in corte, risalente al XIV secolo, costruito in stile gotico con decorazioni in marmi bianco-verdi. Presenta pianta ottagonale ed è sormontato da una pittoresca cupola; al suo interno custodisce un fonte battesimale risalente al 1226.
- Il palazzo dei Vescovi, costruito in stile gotico nel XI secolo come dimora fortificata e trasformato in palazzo signorile nel secolo successivo. L'edificio, caratterizzato da un ampio loggiato al primo piano, è stato rimaneggiato nei secoli e restaurato definitivamente nel 1980. I sotterranei sono arricchiti da un importante percorso archeologico con scavi in sito di una stele etrusca di tipo fiesolano, una fornace romana e tratti di mura dell'antica Pistoria. Da non molti anni il palazzo è aperto al pubblico ed è un raro esempio di museo dello scavo stratigrafico. Come suggerisce il nome, fu la residenza dei vescovi pistoiesi per ben otto secoli.
- Il palazzo Pretorio, sede del tribunale, anch'esso realizzato in stile gotico. Ha perso negli interni parte del suo stile a causa dei lavori di ampliamento condotti nell'Ottocento; l'aspetto esterno è invece simile all'originario. È famoso per il suo cortile interno con gli stemmi dei magistrati. Costruito nel XIV secolo e pesantemente rimaneggiato nell'Ottocento, f la dimora di coloro che amministravano la giustizia. Altra sede del tribunale cittadino è il palazzo San Mercuriale, dal nome del primo vescovo di Forlì, a cui era dedicato un monastero anticamente collocato al posto dell'edificio.[16]
- Il palazzo di Giano, sede del municipio, caratterizzato da un'imponente facciata ornata di bifore e trifore. Iniziato nel XII secolo, raggiunse l'aspetto attuale intorno alla metà del Trecento; un'importante ristrutturazione interna avvenne nel Cinquecento. Sulla facciata campeggiano lo stemma dei Medici e la testa del Re Negro Musetto di Maiorca, ucciso da un capitano pistoiese nel 1114. Il palazzo, i cui interni sono ornati da diversi affreschi cinquecenteschi, è oggi sede del Centro di documentazione Giovanni Michelucci e del Museo civico d'arte antica.
- L'ex chiesa di Santa Maria Cavaliera, costruita in epoca altomedioevale, soppressa nel 1784 e pesantemente rimodellata nei secoli successivi.
- La torre di Catilina, alta 30 metri, anch'essa di costruzione altomedioevale. Il nome deriva da una leggenda secondo la quale il corpo del generale romano Catilina fu sepolto in questa via, che si chiama appunto "Tomba di Catilina".

Di seguito altri monumenti e luoghi d'interesse presenti a Pistoia.

### Architetture religiose

#### Chiese
In stile romanico:

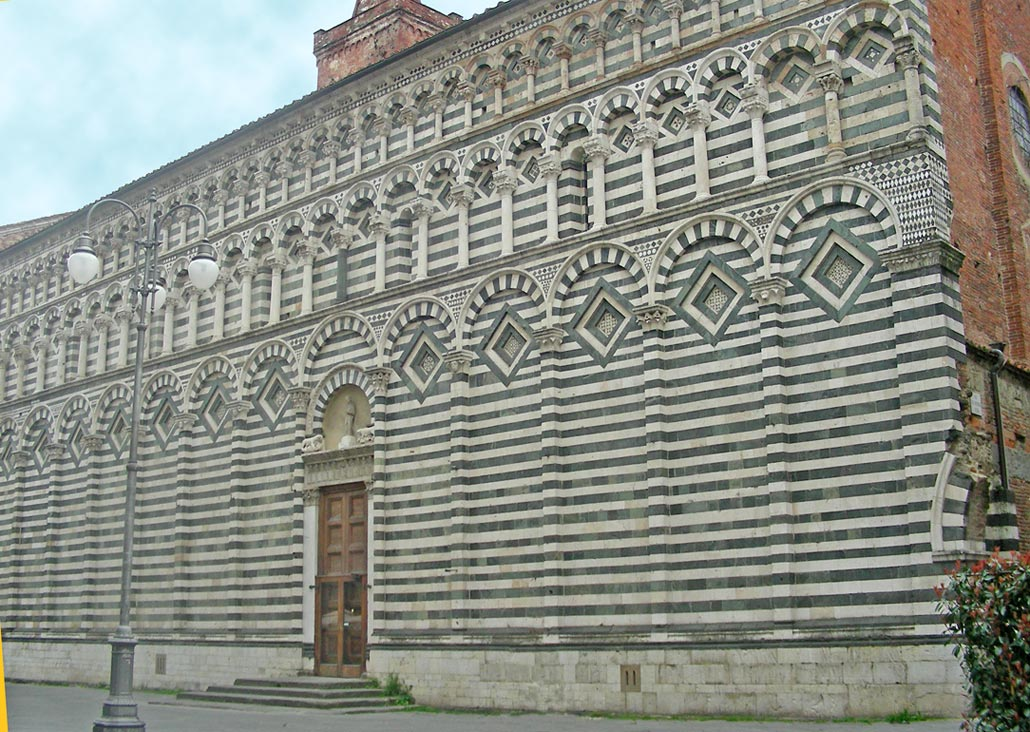
Facciata della chiesa di San Giovanni Fuorcivitas

- chiesa di San Giovanni Fuorcivitas, con un'ampia decorazione in marmi bianchi e verdi. Iniziata nel XII secolo, fu ampliata nel XIV. All'interno si trovano bellissime opere scultoree, come il pergamo di Fra' Guglielmo da Pisa, scolpito nel 1270, e la celebre Visitazione di Luca della Robbia, in terracotta invetriata, del 1445. Nell'interno sono da notare l'acquasantiera di Giovanni Pisano e il polittico medievale di Taddeo Gaddi, che rappresenta la Madonna in trono con San Iacopo, San Giovanni Evangelista, San Pietro e San Giovanni battista. Interessanti anche il crocifisso e il chiostro romanico, entrambi del Duecento.
- chiesa di San Pier Maggiore, sconsacrata, costruita in epoca longobarda. La facciata è stata ultimata nel 1263, mentre l'interno è stato modificato nel 1640 e vi si trova un bell'organo ottocentesco. Anticamente il vescovo, al termine di una lunga processione, giungeva in questa chiesa dove si scambiava gli anelli con la badessa in una sorta di matrimonio mistico. Questa scena è rappresentata nel dipinto di Kristian Zahrtmann "il matrimonio mistico di Pistoia".
- chiesa di San Bartolomeo in Pantano, con un antico pergamo all'interno di Guido Bigarelli.
- chiesa di San Michele in Cioncio.
- chiesa di Sant'Andrea, con all'interno il celebre pulpito di Giovanni Pisano.
- chiesa di San Biagio o di Santa Maria in Borgo Strada, conserva affreschi di epoca seicentesca.

In stile gotico:
- chiesa di San Domenico.
- chiesa di San Francesco.
- chiesa di San Paolo.

In stile rinascimentale

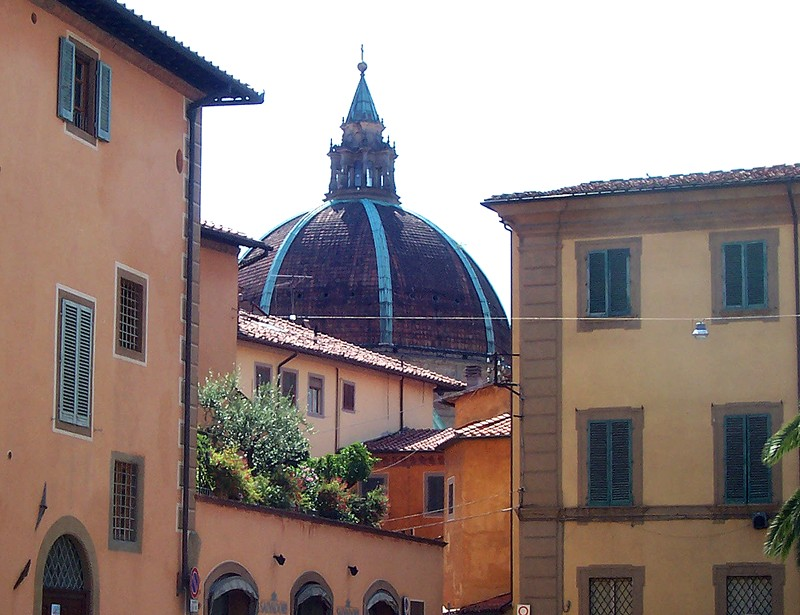
La cupola della basilica della Madonna dell'Umiltà

- Basilica della Madonna dell'Umiltà coronata con una cupola ottagonale, opera di Giorgio Vasari, alta 59 metri.
- chiesa di Santa Maria delle Grazie, o del Letto, situata in piazza San Lorenzo.
- ex chiesa di San Giovanni Battista, costruita nel secolo XVI dall'architetto pistoiese Ventura Vitoni (1442-1522) e ricostruita negli anni cinquanta dopo essere stata danneggiata gravemente durante la seconda guerra mondiale.

In stile barocco:
- chiesa della Santissima Annunziata famosa anche per il Chiostro dei Morti, ricco di lunette istoriate.
- chiesa dello Spirito Santo.
- chiesa di Santa Maria del Carmine, recentemente restaurata.

In stile moderno:

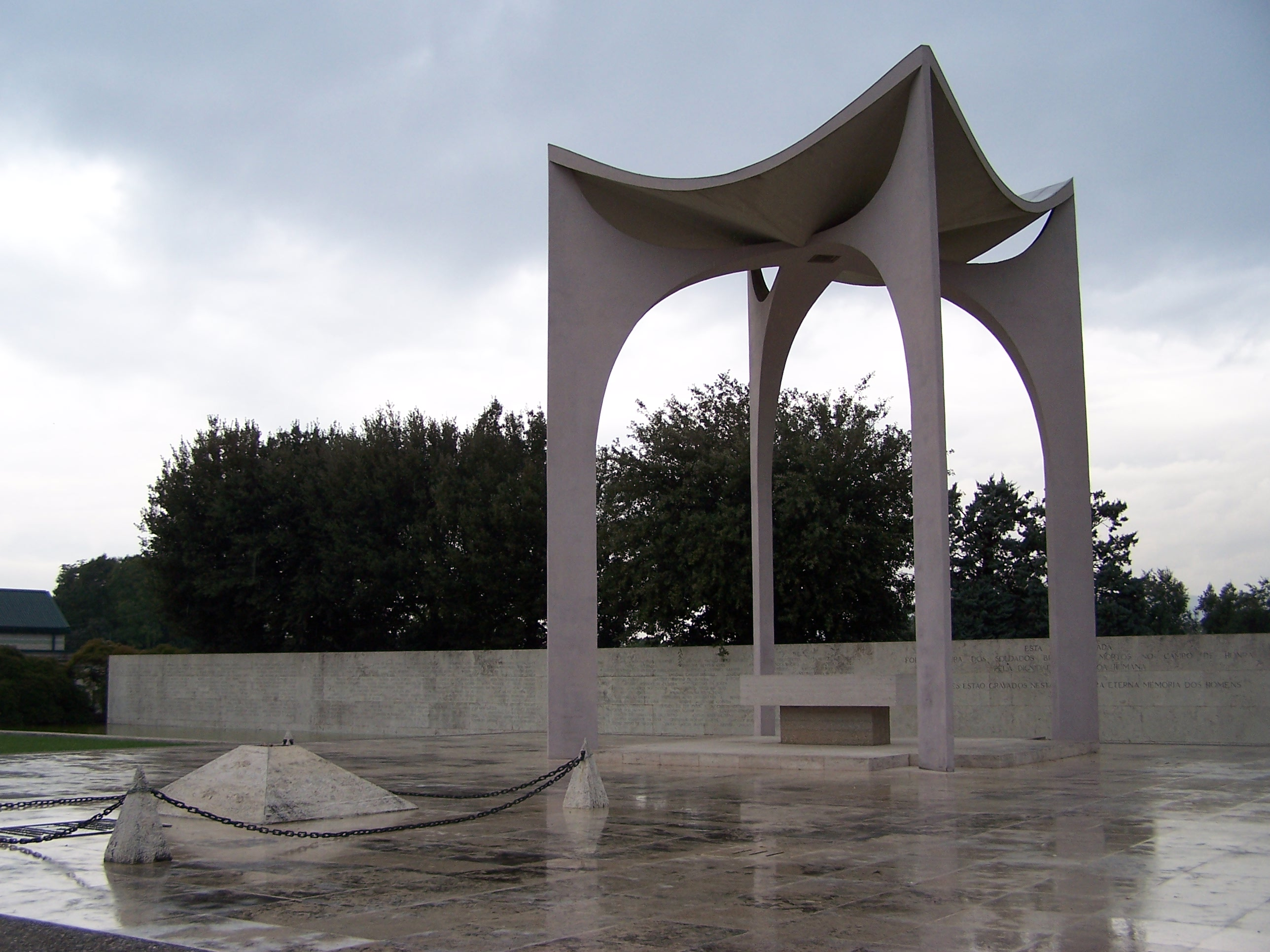
Il Monumento votivo militare brasiliano

- chiesa delle Sante Maria e Tecla di Giovanni Michelucci
- chiesa del Sacro Cuore Immacolato di Maria al Villaggio Belvedere, di Giovanni Michelucci, prototipo della più celebre chiesa dell'Autostrada del Sole a Firenze

Nei dintorni:
- pieve di San Michele a Groppoli, con pregevole statua dell'Arcangelo all'interno
- ex convento di Giaccherino, in posizione dominante la valle del Vincio di Montagnana
- pieve di San Giovanni Evangelista a Montecuccoli in Valdibure
- santuario della Madonna di Valdibrana;

#### Cimiteri
- Monumento votivo militare brasiliano
- Cimitero di Pistoia
- Cimitero della Misericordia

### Architetture civili

#### Palazzi
- Palazzo degli Anziani
- Palazzo dei Vescovi
- Palazzo Vescovile Nuovo

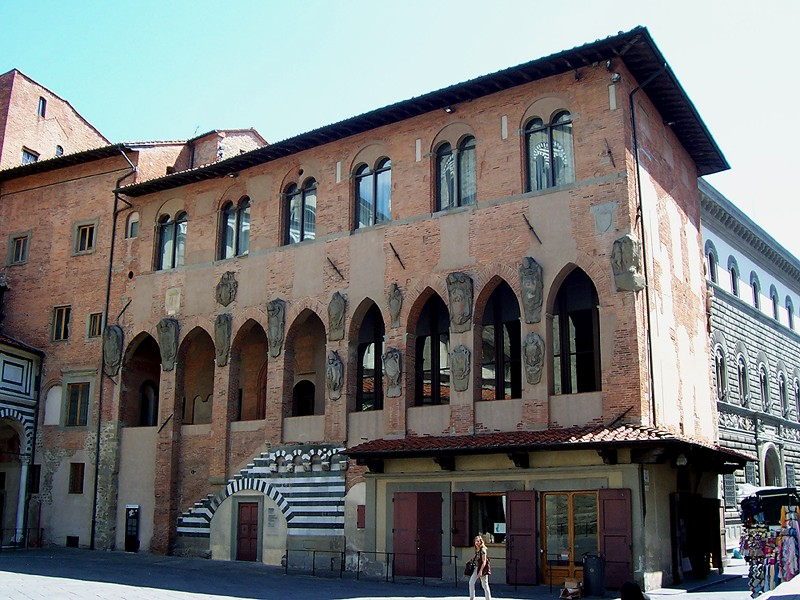
Palazzo dei Vescovi

- Palazzo Panciatichi, con originali finestre a crociera
- Palazzo Fioravanti
- Palazzo Manni
- Palazzo Tolomei
- Palazzo Rospigliosi
- Palazzo Ganucci Cancellieri
- Palazzo del Priorino, fine Cinquecento inizi Seicento, attribuito all'architetto Jacopo Lafri
- Palazzo de Rossi
- Palazzo Amati (poi Amati Cellesi)
- Palazzo della Cassa di Risparmio di Pistoia e della Lucchesia, costruito in stile neorinascimentale nel 1905
- ex Casa del Balilla di Pistoia del 1928, progettata da Giovanni Michelucci
- Palazzo del Capitano del Popolo
- Palazzo Rospigliosi Pallavicini
- Palazzo del Monte Pio
- Palazzo Fabroni
- Palazzo Marchetti
- Palazzo Cancellieri
- Palazzo Rossi Cassigoli
- Palazzo delle Poste
- Palazzo Scarfantoni poi Manni, sul Corso
- Palazzo Macciò già appartenuto alla famiglia Fabroni, conserva alcuni affreschi attribuiti a Giovanni Bartolomeo Cristiani

#### Ville
- Villa Philipson a Valdibrana
- Villa Celle a Santomato
- Villa Puccini di Scornio
- Villa Colonna
- Villa Forteguerri
- Villa de' Rossi Passerin d'Entreves
- Villa de' Franceschi
- Villa La Farnia a San Giorgio all'Ombrone
- Villa Iozzelli
- Villino Pacini
- Villa Imbarcati

#### Teatri

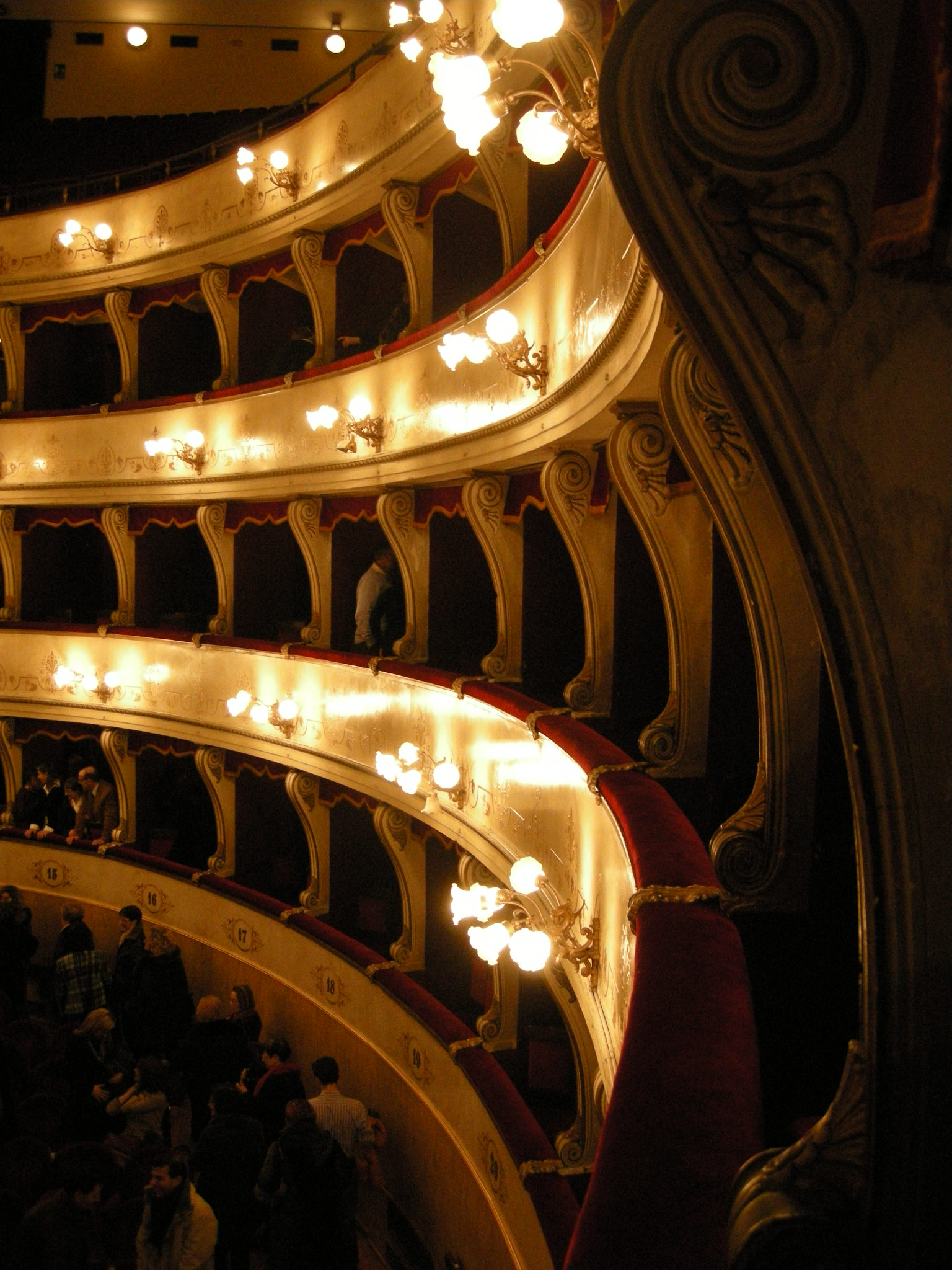
Palchetti del Teatro Manzoni

- Teatro Manzoni
- Teatro Mauro Bolognini

#### Altri edifici
- Cinema Eden
- Condominio di via San Biagio
- Edificio Il Triangolo
- Edificio La Cattedrale
- Bagno comunale
- Casa del Balilla
- Mensa Sant'Agostino

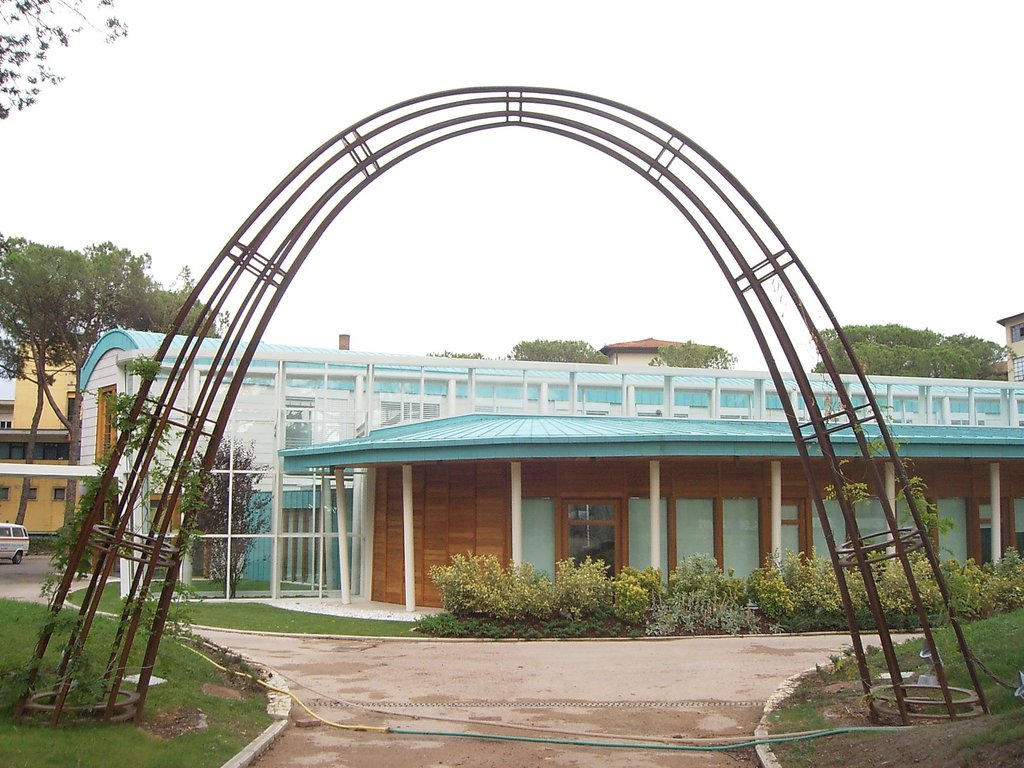
Il padiglione di emodialisi

- Palazzina d'ingresso Officine San Giorgio
- Villaggio Belvedere
- Centro polifunzionale per servizi alle imprese
- Centro annonario
- Casa-studio Vivarelli
- Casa museo Sigfrido Bartolini
- Pantheon degli uomini illustri
- Il Padiglione di emodialisi, progettato da Giannantonio Vannetti e realizzato nel 2005, ospita al suo interno un murale di Sol LeWitt e opere di Claudio Parmigianni, Hidetoshi Nagasawa, Daniel Buren, mentre nel contiguo giardino sono collocate le opere di Dani Karavan, Robert Morris, Gianni Ruffi.

### Architetture militari
La città è circondata da mura trecentesche che in origine includevano quattro porte di accesso: Porta al Borgo, Porta San Marco, Porta Carratica e Porta Lucchese, ma di esse non rimane traccia in quanto demolite nei primi anni del Novecento. Di rilievo anche la fortezza medicea di Santa Barbara, costruita nel Cinquecento per volontà di Cosimo de' Medici.

### Altro

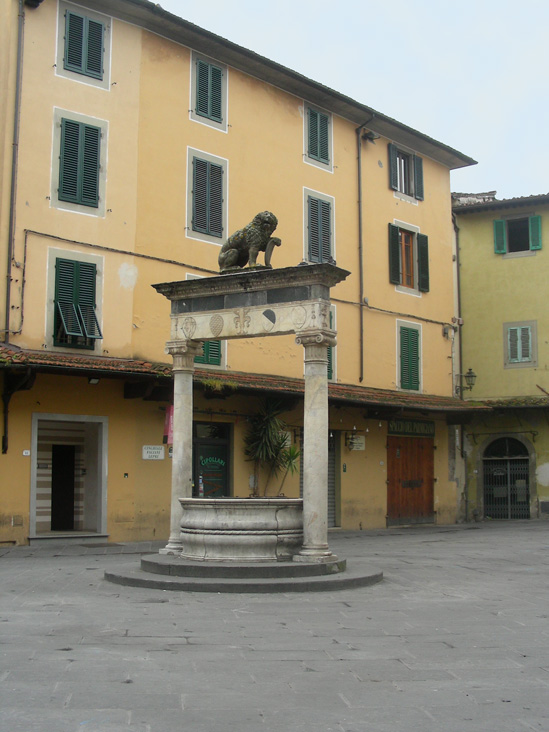
Pozzo del Leoncino in Piazza della Sala

- Piazza della Sala, dove si svolge da secoli il mercato degli ortaggi, con al centro, in marmo, il pozzo detto "del Leoncino", danneggiato nella seconda guerra mondiale e reintrodotto nella piazza nel 1989.
- Giardino zoologico di Pistoia, costruito nel 1970 e ristrutturato nel 2005 per migliorare le condizioni degli animali presenti, copre una superficie di 7 ettari e ospita circa 400 animali appartenenti alle classi dei mammiferi, uccelli, rettili, anfibi e insetti.[17]
- L'Area Ex Breda è lo spazio occupato dagli inizi del secolo XX dalle Officine meccaniche ferroviarie pistoiesi San Giorgio trasferite nel 1973 in zona esterna della città[18]; a seguito di un complesso piano di riqualificazione, la zona vede ora la presenza della Biblioteca San Giorgio, di una sede distaccata dell'Università di Firenze, la sede dell'INAIL, un albergo, la sede dei Carabinieri e della Questura[19]
- Pistoia sotterranea è un sito ipogeo che offre una visione suggestiva delle fondamenta della città e della sua evoluzione storica e urbanistica attraverso i secoli,dai primi insediamenti dell'epoca romana al tardo rinascimento.
- Monumento a Garibaldi, realizzato da Antonio Garella e inaugurato nel 1904.

## Società

### Evoluzione demografica
Abitanti censiti

### Etnie e minoranze straniere
Al 31 dicembre 2023 gli stranieri residenti nel comune erano 8 409, ovvero il 9,44% della popolazione. Di seguito sono riportati i gruppi più consistenti:
- Albania 3 069
- Romania 1 499
- Marocco 789
- Nigeria 387
- Filippine 275
- Pakistan 244
- Cina 184
- Ucraina 169
- Georgia 147
- Polonia 122

## Cultura

### Archivi e biblioteche
Nella città sono presenti diversi archivi e biblioteche: la principale biblioteca pubblica è la Biblioteca San Giorgio; svolgono un ruolo di conservazione la Biblioteca Forteguerriana, una delle più antiche d'Italia, nata nel 1473 da una donazione del cardinale Niccolò Forteguerri e la Biblioteca Fabroniana, istituita nel 1726 nei locali allestiti sopra la chiesa dei SS. Filippo e Prospero. È presente l'Archivio di stato di Pistoia, l'Archivio Bardi, l'Archivio CGIL e la Biblioteca del centro di documentazione che raccoglie dagli anni sessanta materiale a carattere politico-sociale.

La sala di lettura della biblioteca Forteguerriana
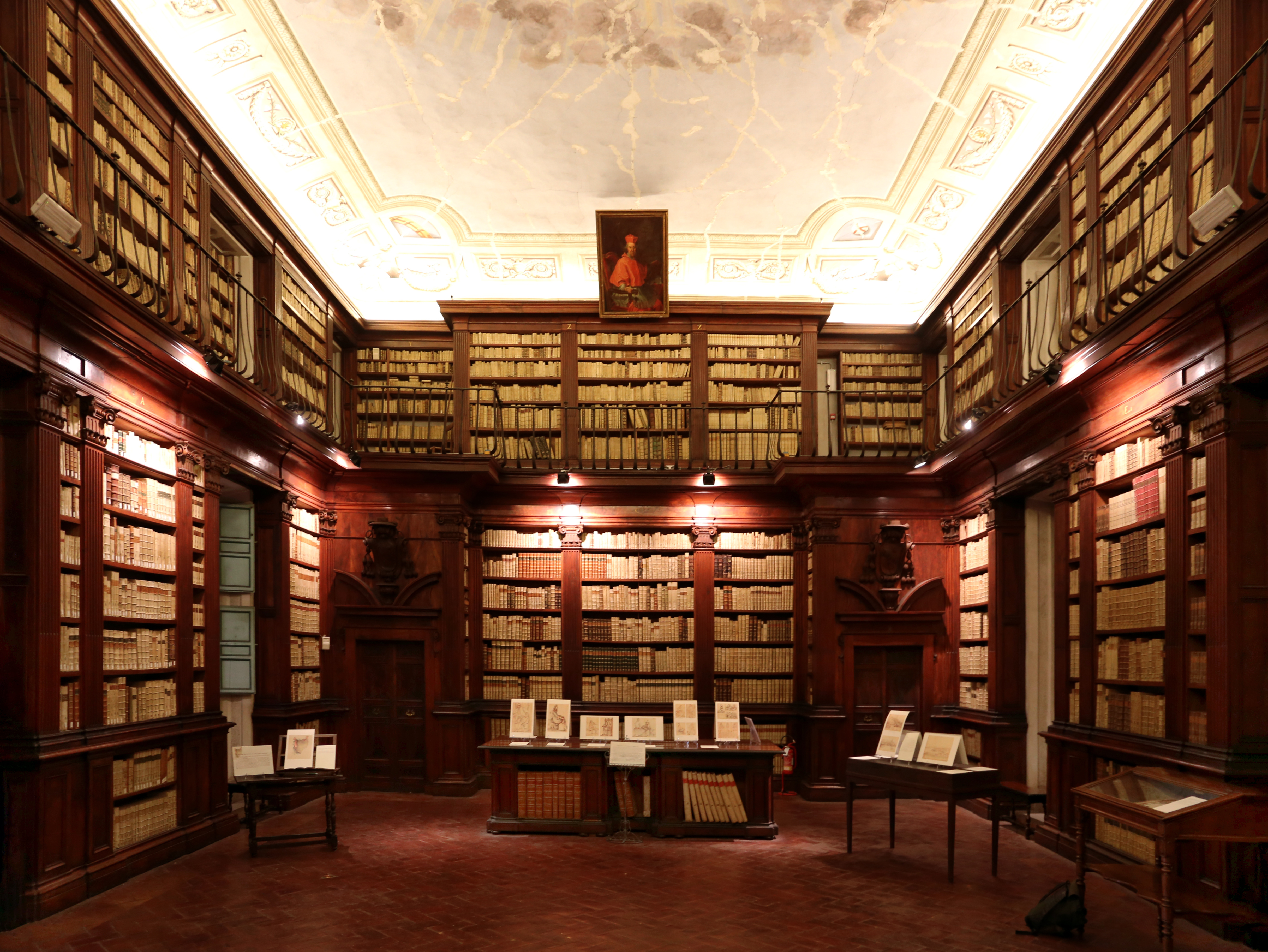
La sala di lettura della biblioteca Fabroniana

### Università
La città è stata designata per ospitare dall'anno accademico 2001/2002 una delle sedi distaccate dell'Università degli Studi di Firenze. Nella nuova sede in via Sandro Pertini erano presenti la facoltà di Economia (corsi di laurea in Economia Aziendale, Economia e Commercio, Scienze turistiche), la facoltà di Ingegneria (corso di laurea in Ingegneria dei trasporti) e la facoltà di Agraria (corso di laurea in Scienze vivaistiche, ambiente e gestione del verde). Facendo riferimento al mese di giugno del 2007, il numero di studenti immatricolati al polo pistoiese ammonta a 1 337 unità.
Dal 2015 sono frequentabili i corsi di laurea di 1º livello di Infermieristica e Fisioterapia.

### Istituti culturali
- Il Funaro, centro culturale dedicato al teatro, che ospita la donazione del Fondo Andrés Neumann costituito da parte del suo archivio professionale (1972-2000) e da una raccolta di libri teatrali;
- Fondazione Conservatorio San Giovanni Battista, Agenzia Formativa di rilievo e antico Conservatorio femminile leopoldino.
- Centro Italiano di Studi di Storia e d'Arte
- Accademia d'Organo e Musica Antica "Giuseppe Gherardeschi"

### Musei

#### Musei di arte antica e moderna

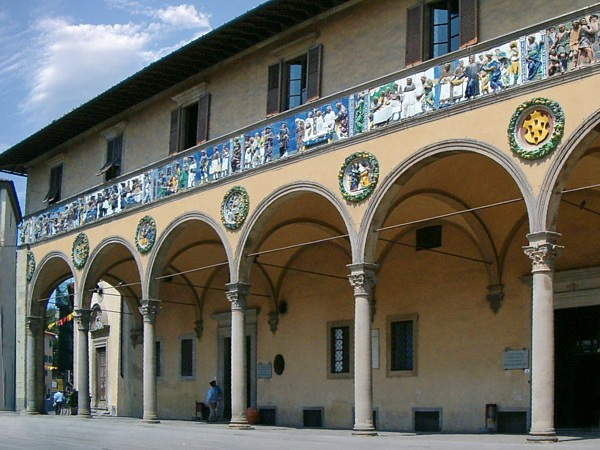
Ospedale del Ceppo

Pistoia opsita diversi musei d'arte antica e moderna:
- Museo civico, è ospitato all'interno del Palazzo Comunale. In esso è rappresentata l'intera storia artistica della città e comprende opere provenienti dalle soppressioni di Settecento e Ottocento, lasciti, donazioni (come la collezione Puccini) e opere di antica proprietà comunale.
- Palazzo dei Vescovi, all'interno ospita un percorso archeologico, il museo della Cattedrale di San Zeno, la collezione Bigongiari e importanti opere d'arte moderna realizzate da Marino Marini e Giovanni Boldini. Di quest'ultimo è esposto il ciclo di affreschi proveniente dalla villa “La Falconiera”[24].
- Palazzo Rospigliosi, a poca distanza dalla Piazza del Duomo si trova l'imponente edificio donato in anni recenti alla diocesi di Pistoia. Esso ospita il Museo diocesano e il Museo del ricamo. Pistoia e il suo territorio vantano un'antica e affermata tradizione dell'arte del ricamo. Il museo ad essa dedicato comprende un'esposizione permanente e prestiti temporanei. Palazzo Rospigliosi ospita anche il museo Clemente Rospigliosi, costituito dall'appartamento che la famiglia volle allestire all'illustre parente Giulio Rospigliosi per le sue eventuali visite in città, e rimasto praticamente intatto nei secoli.
- Ex Ospedale del Ceppo, con il museo dei ferri chirurgici, la saletta anatomica e il famoso robbiano, fregio delle sette opere di misericordia.
- Museo Giovanni Boldini Macchiaioli
- Museo del Carbonaio
- Museo Ferriera Sabatini di Pracchia
- Museo degli Strumenti Musicali a Percussione
- Museo di San Salvatore
- Museo della Cattedrale di San Zeno
- Museo dell’Antico Palazzo dei Vescovi
- Museo storico documentale dell‘Agricoltura e del Vivaismo
- Museo Pistoia Sotterranea

#### Musei di arte contemporanea

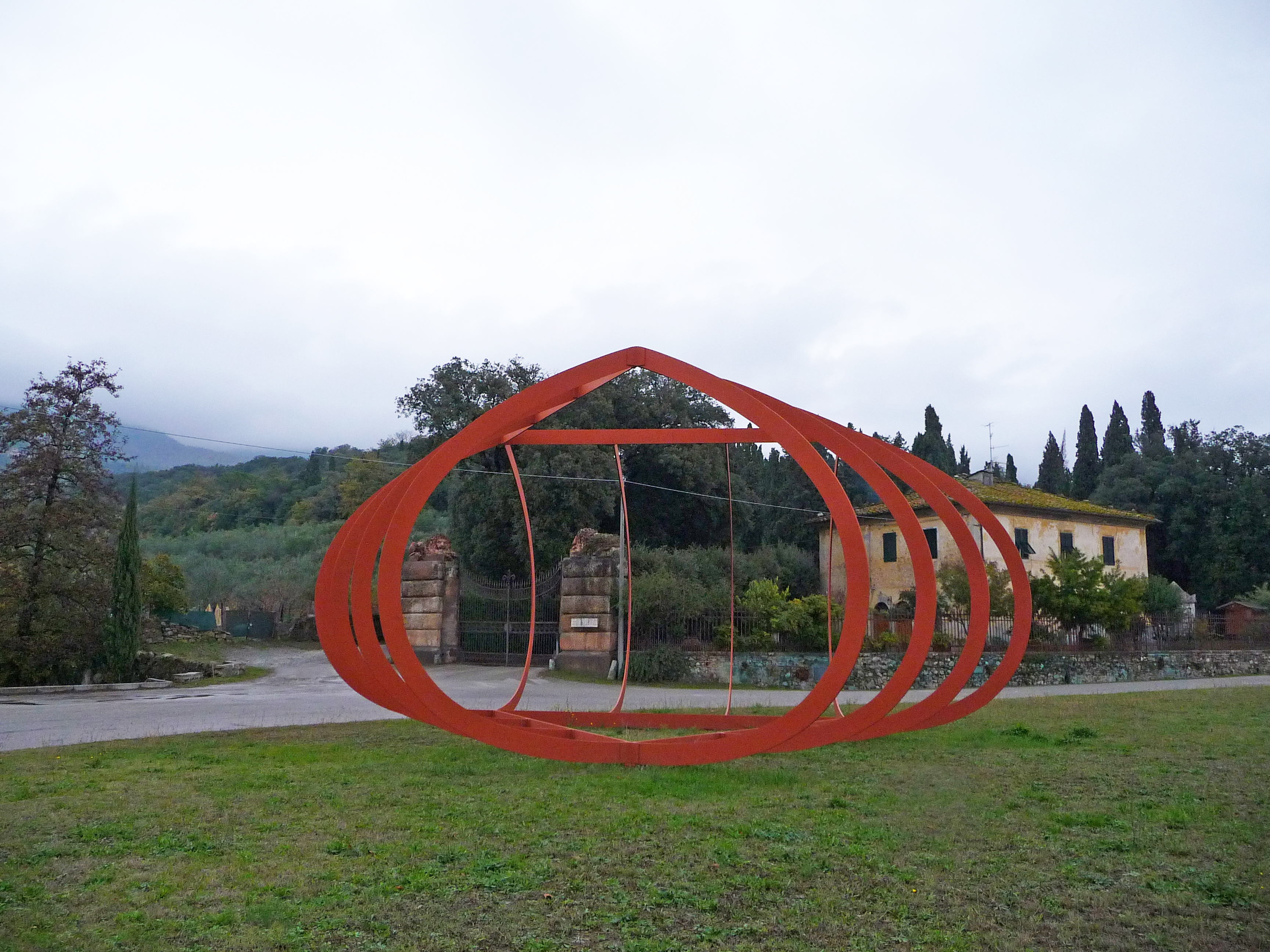
Grande ferro Celle di Alberto Burri all'ingresso della Villa Celle

A Pistoia sono presenti diversi musei di arte contemporanea:
- Palazzo Fabroni, sede di esposizioni permanenti e mostre dedicate all'arte contemporanea. Inoltre vi è la Casa studio Fernando Melani. Particolarmente singolare quest'ultima, in quanto non mera contenitrice di opere d'arte ma essa stessa un'opera d'arte, riallestita dopo il restauro come l'artista l'aveva voluta lasciare e dove ogni cosa, anche un sacco di fiammiferi o una scala sommersa di giornali trovano la loro spiegazione nelle parole stesse dell'artista.
- Museo Marino Marini, sede e museo della fondazione dell'omonimo artista che nacque nella città.
- Centro di Documentazione Giovanni Michelucci, anch'esso ospitato all'interno del palazzo comunale.
- Casa museo Sigfrido Bartolini, sede della omonima Associazione-"Centro Studi", e di un importante Archivio (notificato dal Ministero dei Beni Culturali) contenente il Fondo epistolare di Sigfrido Bartolini e i fondi "Barna Occhini" e "Giulio Innocenti" oltre a inediti di autori del '900 quali G.Papini,G. Manzini, G. Spadolini ecc. La casa museo è sede anche della biblioteca entrata a far parte della Rete Documentaria Pistoiese. Particolarmente interessante lo "studio-laboratorio" nel quale l'artista, considerato uno dei maggiori incisori del '900) per 12 anni aveva lavorato all'edizione nazionale del Pinocchio, illustrato da più di 300 xilografie in nero e a colori.
- Villa Celle a Santomato che ospita opere di arte ambientale di molti artisti quali tra gli altri: Alberto Burri, Sol LeWitt, Beverly Pepper, Anselm Kiefer, Keith Haring.
- Casa-studio Vivarelli, nelle campagne di Arcigliano, sede della Fondazione Jorio Vivarelli.
- Fondazione Luigi Tronci, Museo della Musica e degli Strumenti Musicali a Percussione.[25]
- Casa Studio Fernando Melani[26]
- Collezioni del Novecento, situato a Palazzo de' Rossi[27]
- Museo del Novecento e del Contemporaneo[28]
- Museo Fondazione Jorio Vivarelli

#### Associazioni
Nella città sono presenti e attive varie associazioni tra le quali: Associazione teatrale pistoiese, Caritas diocesana di Pistoia, l'Aias Pistoia, Misericordia di Pistoia

### Musica
- Accademia d'Organo e Musica Antica "Giuseppe Gherardeschi"

- A Pistoia si trova la sede della UFIP unione fabbricanti italiani piatti, storica azienda produttrice di piatti musicali e orchestrali.

### Media
A Pistoia sono presenti le redazioni di due quotidiani locali (La Nazione e Il Tirreno), un settimanale a carattere nazionale (La Vita) ed una emittente televisiva (Tv Libera Pistoia). Sono inoltre attive piccole case editrici come, ad esempio, il "Micco", "Settegiorni", "Via del Vento", “Edizioni Via Laura”; pubblica libri con la casa editrice “I.S.R.Pt Editore” e una rivista a carattere storico (Farestoria) anche l'Istituto storico della Resistenza e dell’Età contemporanea in provincia di Pistoia.
Da 110 anni la Società pistoiese di storia patria pubblica regolarmente ogni anno il Bullettino Storico Pistoiese.

### Cinema
A Pistoia nel 1971 sono state registrate scene del film L'ospite di L. Cavani. Nel 1982 scene di La notte di San Lorenzo di L. Taviani. Nel 2005 è stato girato il film Ti amo in tutte le lingue del mondo diretto ed interpretato da Leonardo Pieraccioni. Il film è stato girato in gran parte nei locali dell'Istituto Tecnico "Pacini", il cui Preside, Paolo Baldassarri, è stato sostituito nel film dal cantautore Francesco Guccini. Nel 2006 è stata girata la miniserie televisiva Le ragazze di San Frediano diretta da Vittorio Sindoni. Nel 2010 invece è stata girata una parte del film Amici miei - Come tutto ebbe inizio diretto da Neri Parenti. Sempre nel 2010 è stato girato il film La fine è il mio inizio sulla vita di Tiziano Terzani per la regia di Jo Baier, con Elio Germano e Bruno Ganz. In piazza del Duomo di Pistoia sono state girate alcune scene di Maraviglioso Boccaccio dei fratelli Taviani e della serie televisiva anglo-italiana I Medici. A Montecatini è stato invece girato La pazza gioia di Paolo Virzì. Nel 2018 è stato girato il film Non è mai passato. Nel 2024 sono state registrate scene de Il treno dei bambini di C. Comencini e Margherita delle stelle di G. Base.

### Cucina

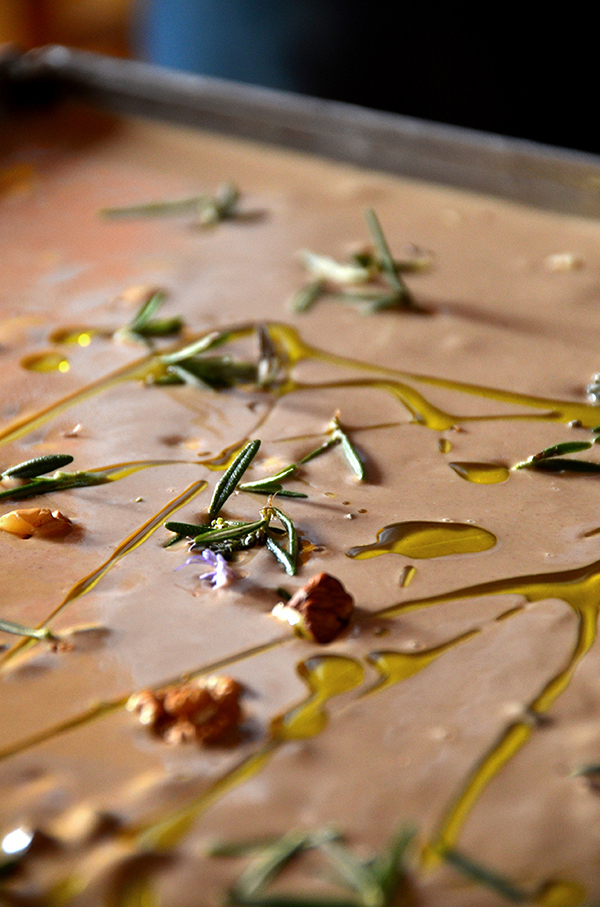
La pastella, base del castagnaccio

La cucina pistoiese è caratterizzata, come tutta la cucina toscana, dalla parsimonia che la rende sana anche se a prima vista può sembrare povera. Come da tradizione, vengono utilizzati anche ingredienti "di riciclo". Tra gli antipasti è famosa la fett'unta, l'arista sott'olio, i crostini di milza, i crostini di frattaglie di pollo (o crostini neri) ed i crostoni di cavolo nero. Come primi piatti: la zuppa di pane alla pistoiese, la zuppa di pane della montagna pistoiese, il carcerato, la farinata con le leghe ed i maccheroni all'anatra (piatto tipico della festa del patrono San Jacopo). I secondi più rinomati sono lo zimino di lampredotto, la trippa, la rigaglia, il lesso rifatto e i fegatelli di maiale nella rete. Come contorni infine: i fagioli di sorana al fiasco, i fagiolini serpenti in umido, i funghi trifolati. I dolci tipici sono, invece, il berlingozzo, i cenci (tipici del periodo carnevalesco), le scole (panino dolcificato con anice e uvetta tipico della settimana pasquale), oltre ai necci e al castagnaccio tipici delle colline e montagne pistoiesi fatti dalla farina neccia o farina dolce tratta dalla frantumazione delle castagne, i confetti di Pistoia (confetti a forma di riccio), i brigidini (di Lamporecchio).

### Eventi
Il calendario degli eventi culturali che si svolgono a Pistoia copre tutto l'anno solare.

#### Eventi annuali
- Giostra dell'orso, tradizione medievale dove in una sorta di palio equestre con tornate si sfidano i rioni cittadini; ogni anno il 25 di luglio. I rioni: Grifone (colori bianco e rosso); Cervo Bianco (verde e bianco); Leon d'Oro (giallo e rosso) e Drago (verde e rosso). La Giostra dell'orso è stata sospesa dopo gli incidenti che costarono la vita a due cavalli nell'edizione del 2014. La manifestazione è stata ripresa, dopo un referendum cittadino sul suo mantenimento, nell'anno 2016. Il regolamento ha subito pesanti modifiche consistenti, perlopiù, nell'inserimento di stringenti limitazioni della velocità e nell'introduzione di un tempo minimo per tornata.
- Pistoia Blues, rassegna internazionale di musica blues, considerata tra le cinque più importanti in Europa; nata nel 1980 si svolge a cadenza annuale nella seconda settimana del mese di luglio. Diversi artisti celebri hanno onorato la città della loro presenza, tra i quali: Frank Zappa, B.B. King, Deep Purple, Dream Theater, Muddy Waters, Bob Dylan, Stevie Ray Vaughan, John Lee Hooker, Lou Reed e Canned Heat, Carlos Santana, Steve Vai, Joe Satriani, Ray Charles, Patti Smith, Joe Cocker, Robert Plant, The Doors, Chickenfoot, Joss Stone, PFM, Porcupine Tree, Gamma Ray, Anathema, David Bowie, Skunk Anansie.

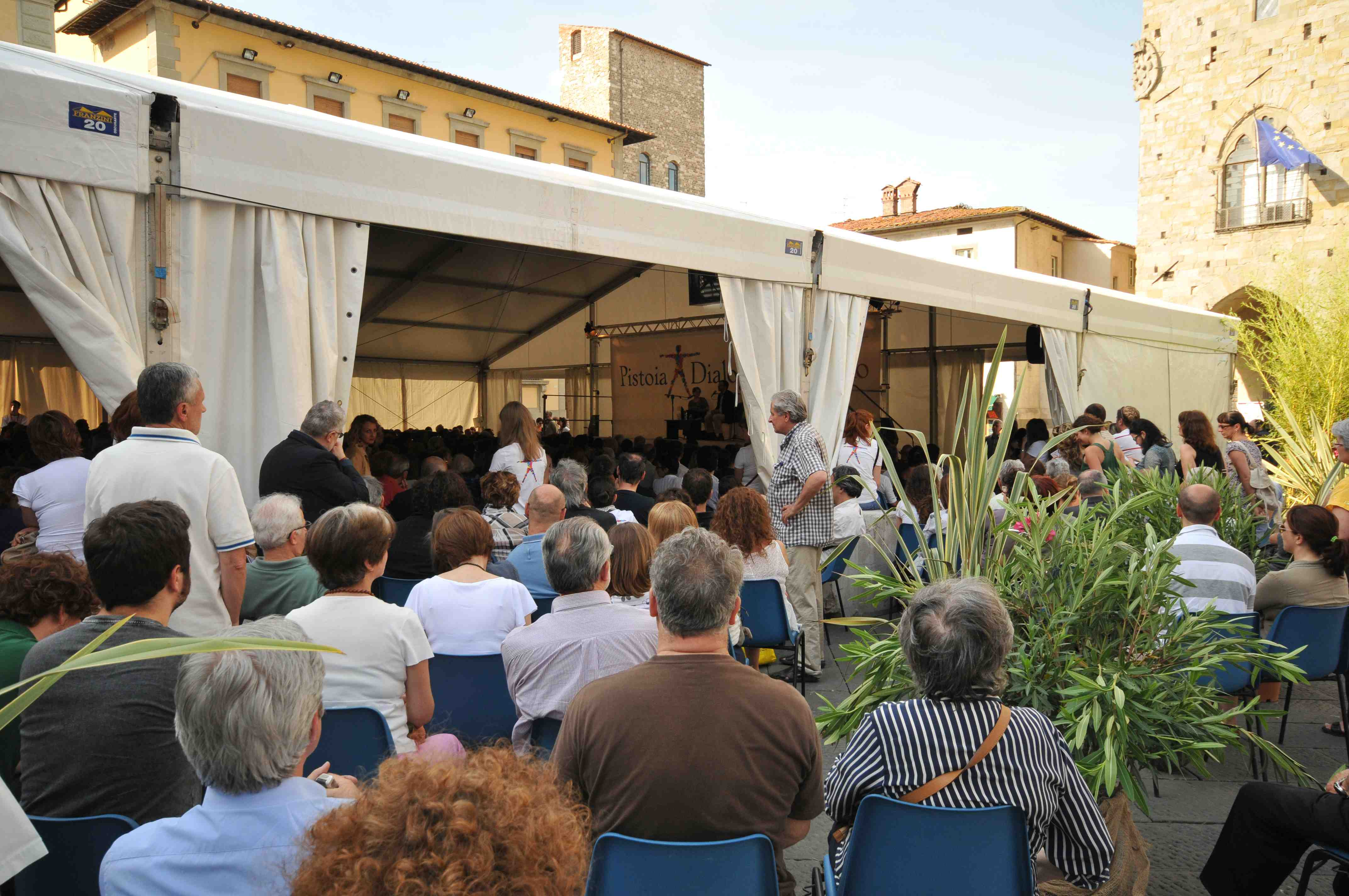
Pubblico durante un evento

- Pistoia - Dialoghi sull'uomo,[32] festival di approfondimento culturale dedicato all'antropologia e alla sociologia del presente. Diretto da Giulia Cogoli, è nato nel 2010 su iniziativa della Fondazione Cassa di Risparmio di Pistoia e Pescia e del Comune di Pistoia. Ogni edizione si svolge nell'ultimo fine settimana di maggio ed è dedicata ad un tema specifico trattato da sociologi e antropologi, ma anche da scienziati, filosofi, scrittori, registi, artisti italiani e stranieri.
- Leggere la città, festival di urbanistica che rende omaggio anche nel titolo al grande architetto pistoiese Giovanni Michelucci, richiamando il suo libro “Pistoia: leggere una città”. Si svolge normalmente la seconda settimana di aprile. Ogni edizione ha un tema attorno al quale vengono organizzate mostre, incontri, spettacoli laboratori. L'edizione del 2015 è stata dedicata allo spazio pubblico.
- Infanzia e città, progetto culturale a cura dell'Associazione Teatrale Pistoiese che ha lo scopo di trovare un dialogo tra educazione ed espressioni artistiche, tra sguardo dell'infanzia e spazio pubblico. Si svolge normalmente nel mese di ottobre.
- Presente italiano: il cinema che non ti aspetti, festival cinematografico interamente dedicato al cinema italiano in un ideale confronto tra il presente e il passato. Diretto da Michele Galardini si svolge nel mese di ottobre.
- Arca Puccini, festival di musica, arte e cultura dove protagonista è il mondo giovanile pistoiese. Si svolge nel mese di novembre.
- Pistoia Festival, ricco calendario di appuntamenti culturali concentrati nel mese di luglio.

#### Altri eventi
- Festa della Spiga: celebrazione ideata da Niccolò Puccini che si tiene ogni 200 anni. L'ultima celebrazione risale all'anno 2000.[senza fonte]
- Settimana sociale italiana del 1907 (prima edizione) e Settimana sociale 2007 (in ricordo del centenario dell'iniziativa).
- Dal 21 settembre 2013 al 29 settembre 2013 nella città, come a Firenze, Lucca e Montecatini Terme si sono svolti i Campionati del mondo di ciclismo su strada 2013.
- Dal 9 gennaio 2021 al 27 dicembre 2021 si è celebrato l'anno santo jacobeo in onore del patrono San Giacomo il Maggiore, che quell'anno cadeva di domenica (25 luglio).

## Geografia antropica

### Frazioni

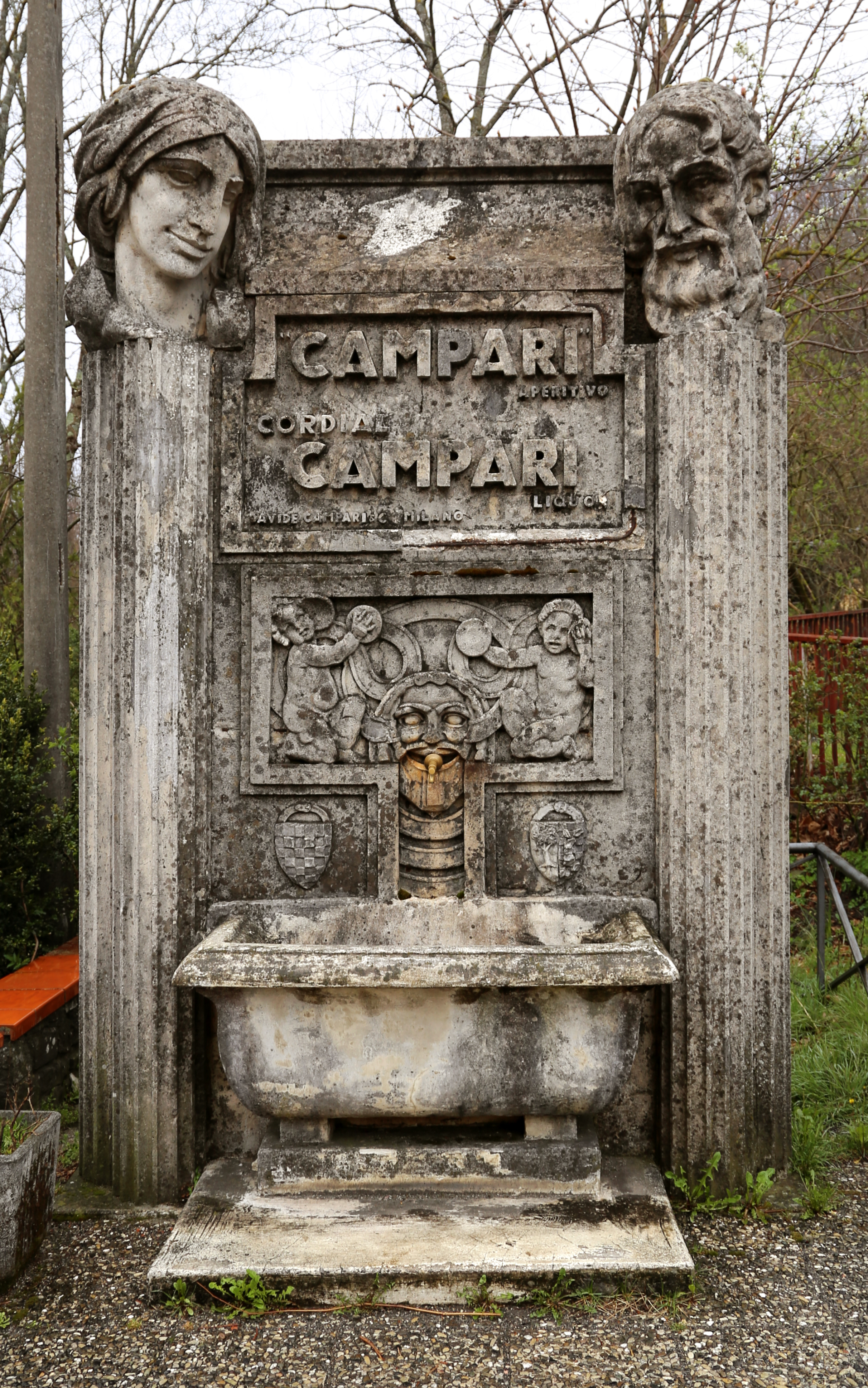
Fontana Campari a “Le Piastre” (Pistoia)

Le principali frazioni di Pistoia sono: Arcigliano, Badia a Pacciana, Badia a Taona, Baggio, Barile, Bargi, Bonelle, Bottegone, Burchietti, Bussotto, Caloria, Campiglio, Camporipano, Capostrada, Canapale, Candeglia, Casamarconi, Casenuove di Masiano, Casone dei Giacomelli, Cassarese, Castagno di Piteccio, Castagno di Pieve a Celle, Castel de' Gai, Castel di Cireglio, Castel di Piazza, Chiazzano, Chiesina Montalese, Chiodo, Ciatti, Cignano, Cireglio, Collina di Spedaletto, Collina di Vinacciano, Corbezzi, Corsini Bianchi, Corsini Neri, Cugna, Doccia, Fabbiana, Fabbrica, Felceti, Fiano, Fornace di San Giorgio, Forralpitta, Gagliorana, Gello, Germinaia, Iano, La Bianca, La Spagna, Le Grazie, Le Piastre, Le Pozze, Le Querci, Lupicciano, Masiano, Mengarone, Nespolo, Orsigna, Piazza, Piteccio, Pitornecca, Pracchia, Piuvica, Ponte alla Pergola, Ponte alle Tavole, Pontelungo, Pontenuovo, Pontepetri, Ponzano, Pupigliana, Ramini, Ridolgere, San Felice, Sammommè, San Biagio, San Giorgio all'Ombrone, San Quirico, San Rocco, Sant'Agostino, Sant'Alessio in Bigiano, Santomato, Santomoro, San Pantaleo, San Pierino Casa al Vescovo, San Vito, Sarripoli, Saturnana, Signorino, Spazzavento, Spedaletto, Sperone, Stazzana, Torbecchia, Uzzo, Valdibrana, Valdibure, Vicofaro, Villa di Baggio, Villa di Cireglio, Villa di Piteccio, Villanova di Valdibrana.

#### Arcigliano
La frazione di Arcigliano, sorge a 298 metri di altitudine su un versante della valle del torrente Torbecchia che sfocia nell'Ombrone nella zona nord-ovest della piana di Pistoia. Dista circa 5 km dal centro cittadino.

#### Campiglio
La frazione di Campiglio è situata a 500 metri di altitudine a nord-ovest di Pistoia e dista circa 7 km dal centro.

#### Cireglio
La frazione di Cireglio sorge a 650 metri di altitudine sulla statale 66 dell'Abetone, a 13 km dal centro di Pistoia. Circondato da boschi di castagni, è sovrastato dal cosiddetto Sasso di Cireglio, da cui si gode un ottimo panorama sulla piana pistoiese. Nella località Castello di Cireglio è nato Policarpo Petrocchi.

#### Collina
Collina si trova a 146 metri di altitudine sul livello del mare. Gli edifici principali a livello architettonico sono la Villa di Fontana, un'antica dimora nobiliare, e la Chiesa dei Santi Pietro e Girolamo.

#### Stazzana
Stazzana è un piccolo borgo collinare a 400 m di altezza s.l.m. sulle prime pendici appenniniche a nord ovest del centro di Pistoia, da cui dista circa 12 km.
Caratteristica la presenza di numerosi mulini ad acqua ormai in disuso. La coltivazione prevalente è quella dell'olivo.

## Economia

### Vivaismo
Il vivaismo professionale è la più importante attività economica cittadina e vanta una tradizione che parte dal 1859. Oggi Pistoia vanta circa duemila aziende che coltivano piante da esterni per la grande distribuzione, per il verde pubblico, per giardini privati, per il paesaggio e per altri fini ornamentali. La maggior parte delle vendite è dovuta alle esportazioni in Europa anche se sono numerose le richieste in Italia e in molti paesi extraeuropei. Le aziende florovivaistiche sono in gran parte a conduzione familiare, nel loro complesso rappresentano circa il 25% dell'intera produzione di piante ornamentali in Italia.

### Cantieristica
Lo stabilimento AnsaldoBreda, oggi Hitachi Rail SpA, è la maggiore impresa pistoiese nel settore della meccanica, operando nella produzione e commercializzazione di materiale rotabile. Nel 1906 era una sede distaccata della società San Giorgio di Genova. Si producevano carrozzerie per auto e si svolgevano attività per le riparazioni ferroviarie. Nel secondo dopoguerra lo stabilimento fu fortemente danneggiato dai bombardamenti e divenne OFMP (Officine Meccaniche Ferroviarie Pistoiesi), iniziando la costruzione di trattori "Ursus", progettati dall'ingegnere Ulisse Bubba. A partire dal 1971, con la trasformazione in Breda Ferroviaria, riprese la vocazione produttiva rivolta al materiale rotabile, fino a diventare nel 2001 AnsaldoBreda. Nel 2015, dopo l'acquisizione da parte dei giapponesi, la denominazione dell'azienda diventa Hitachi Rail Italy e successivamente Hitachi Rail SpA.

### Artigianato
Per quanto riguarda l'artigianato, è ancora attiva e diffusa la lavorazione del rame finalizzata alla produzione di oggetti sia domestici sia artistici.

## Infrastrutture e trasporti

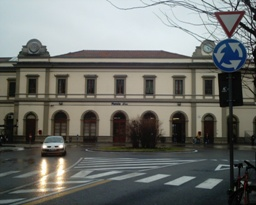
Stazione ferroviaria di Pistoia

### Autostrade
Autostrada A11: casello di Pistoia

### Strade statali
La città Toscana è attraversata dalle seguenti strade statali:
 - Strada statale 716 Raccordo di Pistoia
 - Strada statale 719 Prato-Pistoia
 - Strada statale 64 Porrettana
 - Strada statale 66 Pistoiese, da Pistoia a innesto  SS12 

### Strade regionali
SR 66 (ex SS66), da Firenze a Pistoia (via Quarrata)
 SR 435 (ex SS435), "Lucchese"

### Ferrovie
Il territorio comunale di Pistoia è attraversato da due linee ferroviarie complementari:
- Ferrovia Firenze-Lucca, dove è presente lo scalo ferroviario principale della città: la stazione di Pistoia
- Ferrovia Porrettana, che la collega alla parte settentrionale del suo comune e della sua provincia. Qui vi è la stazione di Pistoia Ovest

Oltre a questi due scali cittadini, Pistoia presenta altre stazioni sparse nel suo territorio comunale

Pistoia è interessata dal traffico ferroviario regionale ma non da quello nazionale per il quale è necessario fare scalo a Prato, Firenze, Viareggio oppure a Pisa.

### Mobilità urbana
- Il trasporto pubblico locale per la città e la sua provincia è gestito da Autolinee Toscane.

## Amministrazione
Nel 2000, con la delibera n.130, il Consiglio Regionale della Toscana ha incluso la città nell'Area metropolitana di Firenze, Prato e Pistoia. 

### Gemellaggi
- Kruševac, dal 1967
- Zittau, dal 1971
- Pau, dal 1975
- Shirakawa, dal 1994
- Palermo, dal 1996
- Onești, dal 2005

Dal 2014 sono in atto una serie di iniziative promosse dal Comune e dalla Diocesi di Pistoia in vista di un gemellaggio tra Pistoia e Santiago di Compostela.

## Sport

### Calcio

La Pistoiese della stagione 1980-1981, nella sua unica partecipazione in Serie A

Ha sede a Pistoia l'Unione Sportiva Pistoiese 1921, attualmente militante in Serie D. Ha disputato un campionato di Serie A nel 1980-1981 e 19 campionati di Serie B.

### Pallacanestro
Ha sede nel comune la società di pallacanestro Pistoia Basket 2000, militante nel campionato di Serie A. In passato aveva militato in Serie A per sette stagioni l'Olimpia Pistoia, società scioltasi nel 1999. Tra le società minori da segnalare la Valentina's Pallacanestro Bottegone, militante in serie C ma con un passato in B.

### Futsal
Nella stagione 2022-2023 il Futsal Pistoia ha disputato il campionato di Serie A di calcio a cinque.

### Maratona
La Pistoia-Abetone è una classica ultramaratona podistica di 50 km che si svolge dal 1976.

### Hockey su prato
L'hockey su prato in città è rappresentato dalle squadre Hockey Club Pistoia e Hockey Pistoia Etrusca.

### Ciclismo
Pistoia è stata sede di arrivo dell'8ª tappa del Giro d'Italia 1928, che vide il trionfo di Albino Binda, sede di partenza della tappa successiva, sede di arrivo della cronometro della 4ª tappa del Giro d'Italia 1978, vinta da Dietrich Thurau, sede di arrivo della 9ª tappa del Giro d'Italia 1979 conclusasi in favore di Roger De Vlaeminck e sede di arrivo della 7ª tappa del Giro d'Italia 2005 con la vittoria di Koldo Gil.
| Anno | Tappa | Partenza                     | km  | Vincitore di tappa | Maglia rosa      |
| ---- | ----- | ---------------------------- | --- | ------------------ | ---------------- |
| 1928 | 8ª    | Roma                         | 323 | Albino Binda       | Alfredo Binda    |
| 1978 | 4ª    | Larciano (cron. individuale) | 25  | Dietrich Thurau    | Johan De Muynck  |
| 1979 | 9ª    | San Marino (RSM)             | 248 | Roger De Vlaeminck | Giuseppe Saronni |
| 2005 | 7ª    | Grosseto                     | 211 | Koldo Gil          | Danilo Di Luca   |

Dal 21 settembre 2013 al 29 settembre 2013 la città, insieme a Firenze, Lucca e Montecatini Terme, è stata sede dei Campionati del mondo di ciclismo su strada 2013.

### Atletica leggera
L'atletica leggera a Pistoia è rappresentata da alcune storiche società. La PistoiAtletica 1983, attuale gestrice del campo scuola cittadino, si occupa prevalentemente dei settori giovanili ed assoluti, e nel tempo ha lanciato alcuni atleti di livello internazionale come il siepista Alessandro Lambruschini. L'Atletica Pistoia è invece attiva soprattutto nei settori master. La Silvano Fedi è invece una società sportiva attiva soprattutto nell'ambito del podismo.

### Impianti sportivi
- Stadio Marcello Melani: impianto dedicato al calcio, costruito nel 1966, con una capienza di 13 195 posti (3 000 attualmente autorizzati), sede degli incontri della Pistoiese.
- PalaCarrara: impianto dedicato alla pallacanestro, costruito nel 1988, attualmente omologato per 3 916 posti, sede degli incontri del Pistoia Basket 2000.
- Auditorium Provinciale, impianto coperto polivalente utilizzato prevalentemente per gli allenamenti di scherma e pallacanestro.

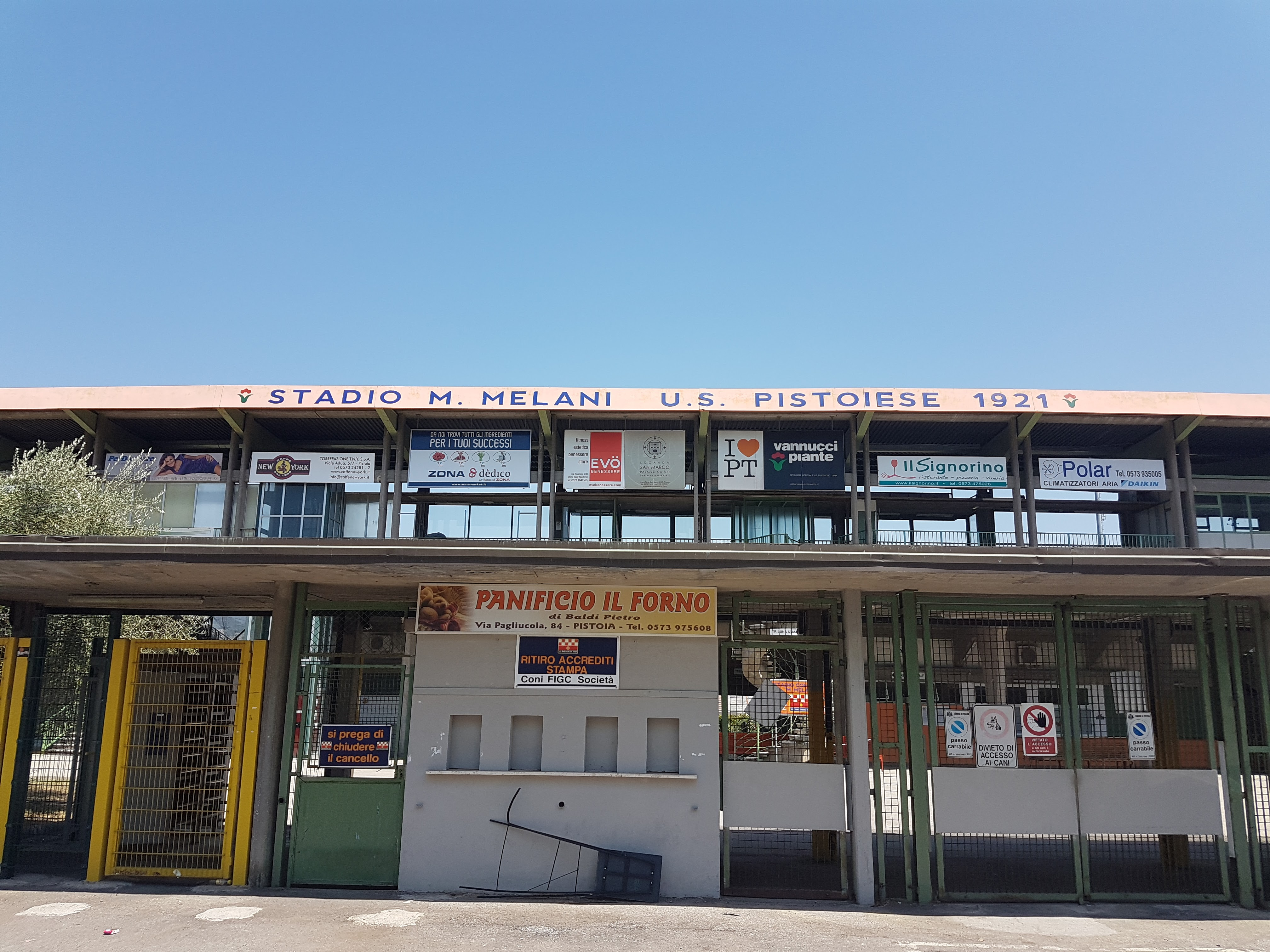
Lo Stadio Melani
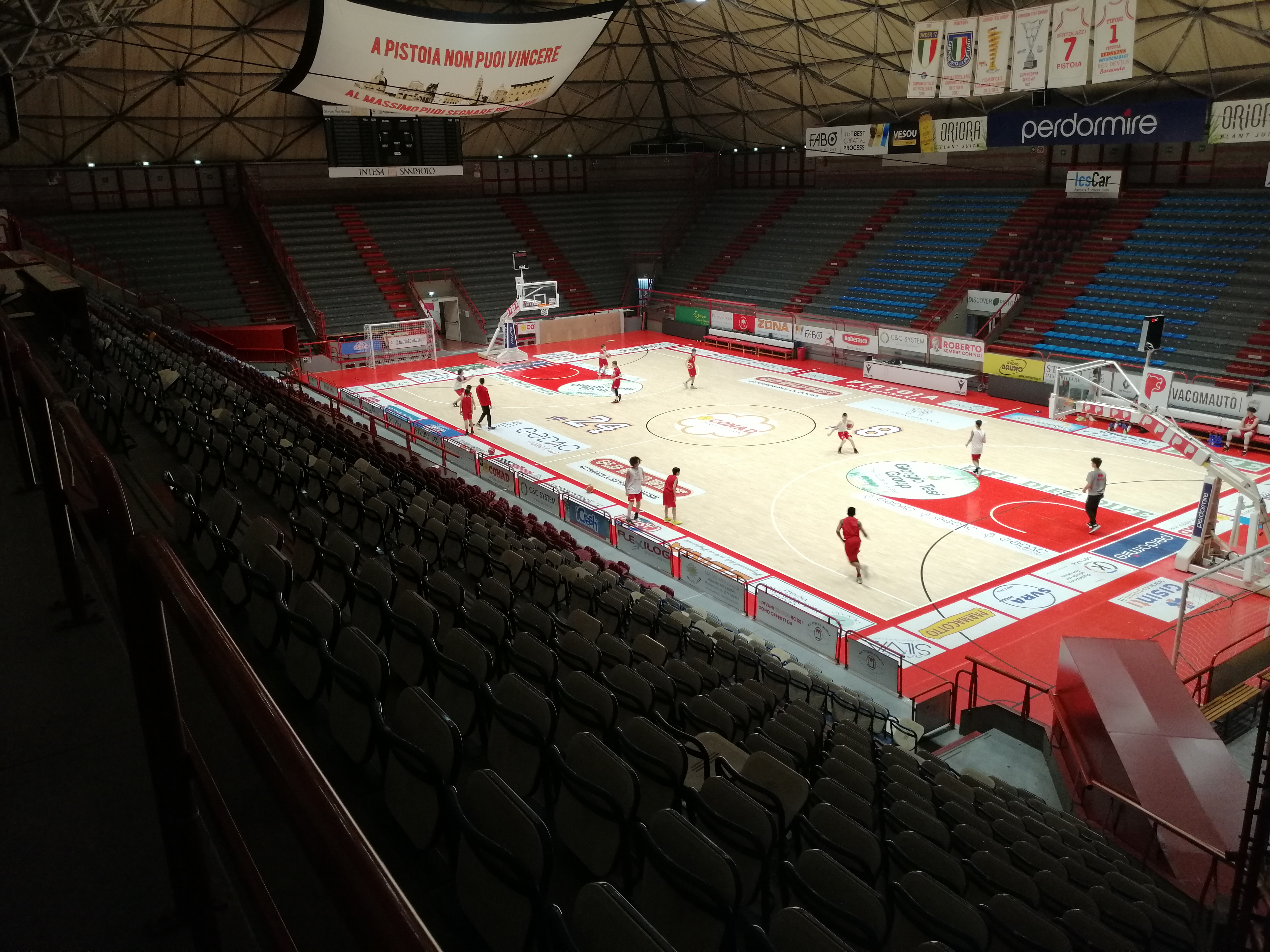
Il PalaCarrara
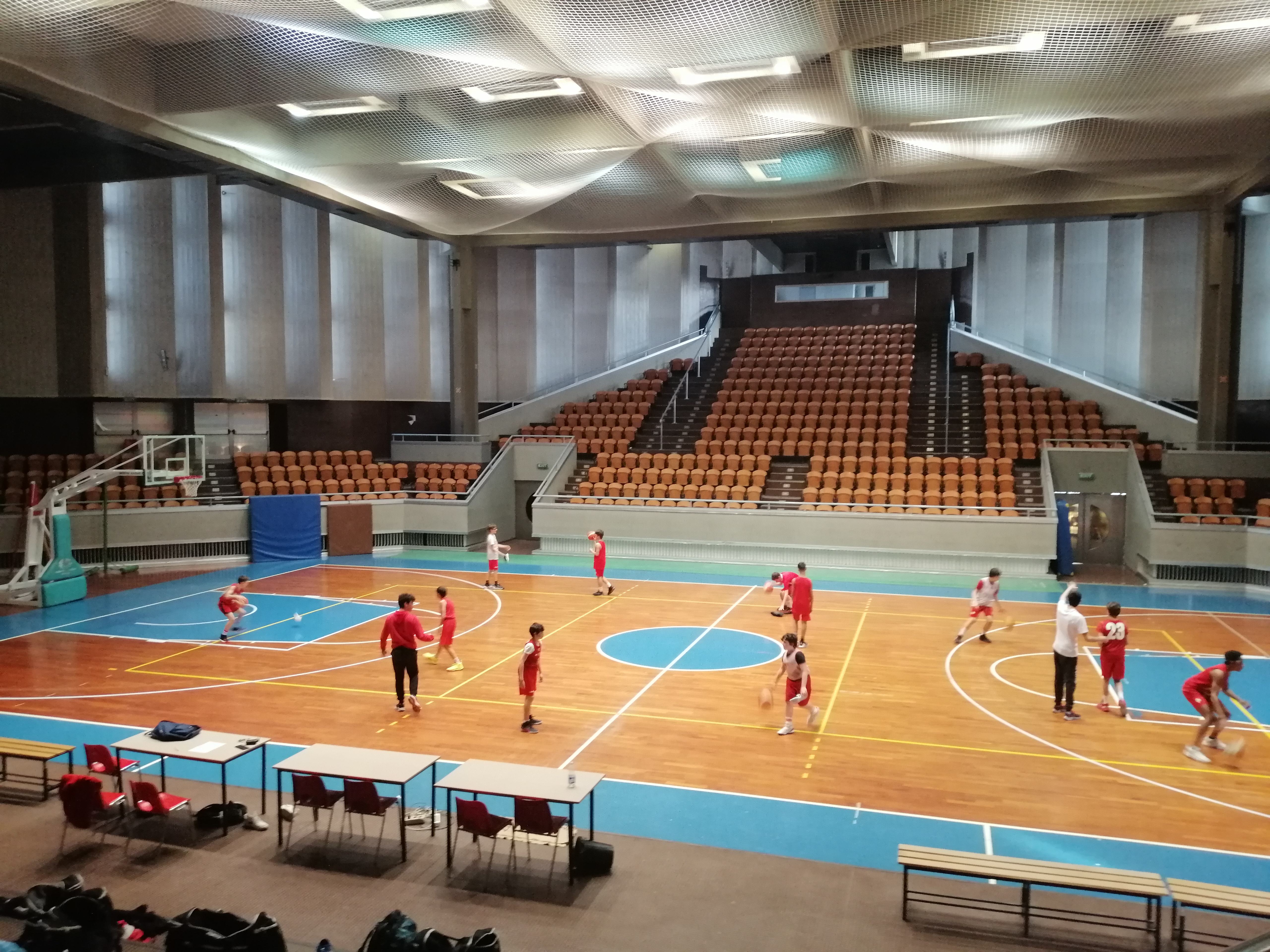
L'Auditorium Provinciale

## Citazioni
- Contro Pistoia è dedicata una dura invettiva nell'Inferno della Divina Commedia di Dante Alighieri, dopo i Canti XXIV e XXV dove viene presentato il ladro pistoiese Vanni Fucci:

(Inf.XXIV, vv. 122-126)
(Inf. XXV, vv. 10-12)
- Nemmeno Dino Compagni è tenero con i pistoiesi, e scrive nella sua Cronica:

(Cronica delle cose occorrenti ne' tempi suoi, Libro I, 25)
- Niccolò Machiavelli cita Pistoia a più riprese per essere città instabile e facile alle passioni violente delle fazioni:

(La vita di Castruccio Castracani da Lucca)
(Il Principe, Cap. XX)
- Ed anche in questo inno cittadino, scritto da un anonimo probabilmente fra il 1700 e il 1800, Pistoia non viene proprio descritta come una città idilliaca:

(Anonimo)